# 那些我愛過的人
《那些我愛過的人》（英語：Life After Death），前名《禍後》及《致所有愛過的人》，是由香港電視廣播有限公司拍攝製作的時裝愛情劇集，由林文龍、黃翠如、馬貫東及連詩雅領銜主演，由陳自瑤、黃嘉樂、李任燊、顧定軒、蘇皓兒、程可為、馮素波及黃芷晴聯合演出，並由楊卓娜及翟威廉特別演出，編審彭美鳳，監製關樹明、關文深。
此劇為2019無綫節目巡禮十九部劇集之一及2020無綫節目巡禮十二部劇集之一，也是林文龍榮升為亞洲電視數碼媒體副總裁前的告別和息影作。

## 故事大綱
七年前在大埔優景里的一宗嚴重車禍，破壞了兩個家庭，令姜煜誠（林文龍飾）失去了妻子，方樂汶（黃翠如飾）失去了丈夫，改變了兩人的人生。七年後另一次交通意外，讓煜誠重遇樂汶，生活仍然有悲有喜。樂汶與妹妹方書文（連詩雅飾）因身邊人逐一離開而鬧僵，沒想到行為怪異的醫生古希晨（馬貫東飾），卻能直搗問題根源。樂汶忙於照顧女兒朱幸而（黃芷晴飾）及繼子朱嘉炳（顧定軒飾），煜誠則一直未能了解獨女姜子優（蘇皓兒飾）的需要。子優和嘉炳因緣走近，共同朋友莫宇謙（李任燊飾）竟為此段關係衍生更多問題，也令當年車禍真相漸漸浮現，眾人亦要再次面臨改變……

## 演員表

### 姜家／蔡家
| 演員           | 角色   | 備注 |
| 韓馬利         | 沈玉晶 | 長居加拿大，現與兒子回港探親 蔡聿勳之妻 蔡敏蕙之母 姜子優之外婆，七年前曾經打算把姜子優從姜煜誠身邊帶回加拿大，聽說其目標後，計劃資助其到英國讀醫 姜煜誠之岳母，六年前由於認為其騙取蔡敏蕙自殺後獲得的保險賠償下而懷疑其為殺人兇手後並不斷針對其 在蔡敏蕙死亡後不久，曾試圖從因喪妻而變得沮喪的姜煜誠奪走姜子優的撫養權但不成功 於第3集登場 於第18集反對姜子優出道成為歌星，並計劃主動供其到英國讀醫，但因姜煜誠支持姜子優，說出一句「不是所有事情錯了都可以重來」後憤而離去 於第21集因姜煜誠自揭自己當初害死蔡敏蕙，令姜子優在網絡和報紙上出醜聞執意做姜子優監護人，登門要求姜子優解除歌星合約並讓其搬往自己住所居住直至辦好手續移民往英國讀書 於第22集姜子優臨行前被其說服允許其繼續留在香港念書，因為已經從姜煜誠處得知蔡敏蕙曾經做錯事，反省自己把女兒逼得太緊導致 |
| 不適用         | 蔡聿勳 | 長居加拿大 沈玉晶之夫 蔡敏蕙之父 姜煜誠之岳父 姜子優之外公 |
| 陳俊堅（青年） | 姜煜誠 | 阿誠、姜師傅、老、誠哥、誠叔叔 泰拳會的老闆／教練／前任拳擊選手 常穿運動服，成為新健身中心老闆後多穿黑色皮衣，身體素質強，常跑步鍛煉，會防身術和打架 蔡敏蕙之夫兼中學同學，七年前在其離世不久後在家中買醉一蹶不振，後被沈玉晶找上門訓斥和打算搶走姜子優但因姜子優的哭喊重新振作要回女兒 姜子優之父 沈玉晶之女婿，被其針對 歐麗馨之租客，七年前攜帶女兒姜子優在其小區家門前醉倒收留和要求留下成為租客，後幫忙接送古希晨上班 古希晨之好友，七年前在嘉護醫院被其關心，後幫助其和姜子優留下成為租客，擁有每月一次為其免費看診機會，於第6集為其看陰莖受傷 與方樂汶有感情線，向其買保險並經常接送其出入，聽說其故事後關心轉為愛護，其被恐嚇訊息騷擾後更成為其保鏢跟隨出入，於第19集起成為其男友，於第21集被方樂汶提出分手，於第22集分開繼續關心其安全，於第24集在朱幸而床前祈禱其醒來後已準備戒指會向方樂汶求婚以後就是一家人，於第25集汽車相撞爆炸前來不及逃生，把戒指塞給方樂汶後犧牲，最後出現在處於危險期昏迷的方樂汶夢中一起看日出 於第7集知道蔡敏蕙車禍的對象是方樂汶夫妻，開始疏離其 於第9集告訴方樂汶車禍真相，被其疏離，後於第12集和好 於第10集因姜子優與朱嘉炳聯合作弊一事，對立起矛盾 於第11集出於擔心姜子優被退學勸說方樂汶讓朱嘉炳獨立承擔，後因姜子優不滿在學校處分結果與其爭吵，後搬離其身邊 於第12集向姜子優解釋蔡敏蕙死亡真相，二人因此和好 於第15集接到郭潔盈電話提醒姜子優考試前精神不佳，開始關心姜子優學業 於第15集認為龔嘉豪行為古怪，提醒方樂汶注意其 於第15集和方樂汶一樣開始收到恐嚇訊息 於第16集被方樂汶懷疑是發恐怖訊息的元兇，後得知以及跟踪揭發龔嘉豪身份並阻止其騙取方樂汶五十萬元，後在停車場與方樂汶一起被扔強酸彈襲擊被弄傷腳，追上龔嘉豪質問是否與他有關，在方樂汶再收到恐怖訊息時，開始作為其保鏢跟隨出入，陪伴出席其公司週年宴會結束後一起回家 於第17集要求方樂汶打電話報到，後教其自衛術 於第18集鐵籠車撞到方樂汶傷腳後，背起其離開 於第18集與方樂汶商量後，尊重姜子優的意見而願意在其的歌手合約上簽名 於第18集陪同方樂汶到偏僻廠房見客戶，結果在被設計的機關中遇到危險，並在冒煙中被困，姜煜誠不放棄拆除鐵窗，最後兩人成功跳窗離開 於第19集報警處理，並贈送方樂汶全球定位手錶與之牽手散步，正式確立男女關係後開始接送朱幸而放學三人回家 於第20集為方樂汶在出租車上尋回丟失全球定位手錶，後被要求不再需要保護和冷淡對待 於第20集被方樂汶跟蹤察破，後在車上聽其說出當年是自己搶朱瀚輝方向盤生氣地想一起死才連累蔡敏蕙死亡真相 於第20集回想提及當年被警察審問時撒謊不知道自家汽車剎車系統有問題，事實上明明當時已知剎車系統有問題需要修理，於第21集提及當年為了蔡敏蕙而打的拳擊越級賽目的是賺更多錢，但當時其被律師控告著就在姜煜誠比賽期間，接到電話說控訴很可能成立而心情崩潰，準備自殺留下遺書和不能陪伴姜子優長大，讓姜煜誠好好使用其死後保險賠償話語，後收到姜傷重送院打消自殺計劃，心急探望但在街上截不了的士雖然提醒過（看著手中的車鑰匙思考片刻）卻直接駕駛家中沒及時送去修理汽車到嘉護醫院，因此認為自己害死蔡敏蕙和連累多人的兇手最後利用其死亡領取保險賠償 於第21集為幫助方樂汶引出神秘人，與姜子優重提蔡敏蕙死亡車禍真相與之協商公開媒體，姜子優同意後姜煜誠受盡千夫所指後到酒吧買醉時被神秘人偷襲發現其真實身份是莫宇謙，同古希晨打算拿下其但讓其逃跑，其逃跑過程把相遇見的姜子優推跌落樓梯導致姜子優意外受傷暈倒住院 於第21集因公開自己害死蔡敏蕙，與沈玉晶不和被要求搶奪姜子優撫養權和離開香港 於第21集向醒來的姜子優回憶當年車禍發生前一天其與蔡敏蕙因為學習成績不佳爭吵其獨自跑走後被告知躲藏在拳會，於是出發四處尋找找到後和其還約好必須勝出明天拳賽才吃雪糕和好，因此決定專心備賽另外約時間修理汽車 於第22集與方樂汶分手後事業得意成為新健身中心經營者和老闆，但是依然關照方樂汶把新健身中心員工的強積金保單轉給方樂汶，方樂汶不知道詳情後與錢莉媛受龍先生邀請出席新健身中心開幕活動親眼見到姜煜誠確認 於第22集成為老闆後被女賓客搭訕方樂汶見到後迴避，於是主動追其到門外問候挽留和送行但被拒絕，後看見一個疑似莫宇謙的騎摩托車男子在附近 於第22集因為莫宇謙再次威脅方樂汶並拿出方書文和朱瀚輝親密照，其得知後為之聯絡王Sir後被莫宇謙騎摩托車偷襲避開，開車追其後於第23集與便衣警察聯手包抄其摩托車而其被抓捕拘留警局，到醫院通知方樂汶該消息後一起在車上吃煨番薯，最後與方樂汶四人在家中吃飯時看手機新聞得知莫宇謙最後以支付一百萬現金保釋外出 於第25集為救方樂汶發生車禍後車子爆炸而死亡 參見PASSION 熱火拳會 |
| 林文龍         | 姜煜誠 | 阿誠、姜師傅、老、誠哥、誠叔叔 泰拳會的老闆／教練／前任拳擊選手 常穿運動服，成為新健身中心老闆後多穿黑色皮衣，身體素質強，常跑步鍛煉，會防身術和打架 蔡敏蕙之夫兼中學同學，七年前在其離世不久後在家中買醉一蹶不振，後被沈玉晶找上門訓斥和打算搶走姜子優但因姜子優的哭喊重新振作要回女兒 姜子優之父 沈玉晶之女婿，被其針對 歐麗馨之租客，七年前攜帶女兒姜子優在其小區家門前醉倒收留和要求留下成為租客，後幫忙接送古希晨上班 古希晨之好友，七年前在嘉護醫院被其關心，後幫助其和姜子優留下成為租客，擁有每月一次為其免費看診機會，於第6集為其看陰莖受傷 與方樂汶有感情線，向其買保險並經常接送其出入，聽說其故事後關心轉為愛護，其被恐嚇訊息騷擾後更成為其保鏢跟隨出入，於第19集起成為其男友，於第21集被方樂汶提出分手，於第22集分開繼續關心其安全，於第24集在朱幸而床前祈禱其醒來後已準備戒指會向方樂汶求婚以後就是一家人，於第25集汽車相撞爆炸前來不及逃生，把戒指塞給方樂汶後犧牲，最後出現在處於危險期昏迷的方樂汶夢中一起看日出 於第7集知道蔡敏蕙車禍的對象是方樂汶夫妻，開始疏離其 於第9集告訴方樂汶車禍真相，被其疏離，後於第12集和好 於第10集因姜子優與朱嘉炳聯合作弊一事，對立起矛盾 於第11集出於擔心姜子優被退學勸說方樂汶讓朱嘉炳獨立承擔，後因姜子優不滿在學校處分結果與其爭吵，後搬離其身邊 於第12集向姜子優解釋蔡敏蕙死亡真相，二人因此和好 於第15集接到郭潔盈電話提醒姜子優考試前精神不佳，開始關心姜子優學業 於第15集認為龔嘉豪行為古怪，提醒方樂汶注意其 於第15集和方樂汶一樣開始收到恐嚇訊息 於第16集被方樂汶懷疑是發恐怖訊息的元兇，後得知以及跟踪揭發龔嘉豪身份並阻止其騙取方樂汶五十萬元，後在停車場與方樂汶一起被扔強酸彈襲擊被弄傷腳，追上龔嘉豪質問是否與他有關，在方樂汶再收到恐怖訊息時，開始作為其保鏢跟隨出入，陪伴出席其公司週年宴會結束後一起回家 於第17集要求方樂汶打電話報到，後教其自衛術 於第18集鐵籠車撞到方樂汶傷腳後，背起其離開 於第18集與方樂汶商量後，尊重姜子優的意見而願意在其的歌手合約上簽名 於第18集陪同方樂汶到偏僻廠房見客戶，結果在被設計的機關中遇到危險，並在冒煙中被困，姜煜誠不放棄拆除鐵窗，最後兩人成功跳窗離開 於第19集報警處理，並贈送方樂汶全球定位手錶與之牽手散步，正式確立男女關係後開始接送朱幸而放學三人回家 於第20集為方樂汶在出租車上尋回丟失全球定位手錶，後被要求不再需要保護和冷淡對待 於第20集被方樂汶跟蹤察破，後在車上聽其說出當年是自己搶朱瀚輝方向盤生氣地想一起死才連累蔡敏蕙死亡真相 於第20集回想提及當年被警察審問時撒謊不知道自家汽車剎車系統有問題，事實上明明當時已知剎車系統有問題需要修理，於第21集提及當年為了蔡敏蕙而打的拳擊越級賽目的是賺更多錢，但當時其被律師控告著就在姜煜誠比賽期間，接到電話說控訴很可能成立而心情崩潰，準備自殺留下遺書和不能陪伴姜子優長大，讓姜煜誠好好使用其死後保險賠償話語，後收到姜傷重送院打消自殺計劃，心急探望但在街上截不了的士雖然提醒過（看著手中的車鑰匙思考片刻）卻直接駕駛家中沒及時送去修理汽車到嘉護醫院，因此認為自己害死蔡敏蕙和連累多人的兇手最後利用其死亡領取保險賠償 於第21集為幫助方樂汶引出神秘人，與姜子優重提蔡敏蕙死亡車禍真相與之協商公開媒體，姜子優同意後姜煜誠受盡千夫所指後到酒吧買醉時被神秘人偷襲發現其真實身份是莫宇謙，同古希晨打算拿下其但讓其逃跑，其逃跑過程把相遇見的姜子優推跌落樓梯導致姜子優意外受傷暈倒住院 於第21集因公開自己害死蔡敏蕙，與沈玉晶不和被要求搶奪姜子優撫養權和離開香港 於第21集向醒來的姜子優回憶當年車禍發生前一天其與蔡敏蕙因為學習成績不佳爭吵其獨自跑走後被告知躲藏在拳會，於是出發四處尋找找到後和其還約好必須勝出明天拳賽才吃雪糕和好，因此決定專心備賽另外約時間修理汽車 於第22集與方樂汶分手後事業得意成為新健身中心經營者和老闆，但是依然關照方樂汶把新健身中心員工的強積金保單轉給方樂汶，方樂汶不知道詳情後與錢莉媛受龍先生邀請出席新健身中心開幕活動親眼見到姜煜誠確認 於第22集成為老闆後被女賓客搭訕方樂汶見到後迴避，於是主動追其到門外問候挽留和送行但被拒絕，後看見一個疑似莫宇謙的騎摩托車男子在附近 於第22集因為莫宇謙再次威脅方樂汶並拿出方書文和朱瀚輝親密照，其得知後為之聯絡王Sir後被莫宇謙騎摩托車偷襲避開，開車追其後於第23集與便衣警察聯手包抄其摩托車而其被抓捕拘留警局，到醫院通知方樂汶該消息後一起在車上吃煨番薯，最後與方樂汶四人在家中吃飯時看手機新聞得知莫宇謙最後以支付一百萬現金保釋外出 於第25集為救方樂汶發生車禍後車子爆炸而死亡 參見PASSION 熱火拳會 |
| 何依婷（青年） | 蔡敏蕙 | Mavis 1975年3月6日出生 蔡聿勳、沈玉晶之亡女 姜煜誠之亡妻兼中學同學 原為富家女，嫁給姜煜誠後願意背後支持其的拳擊運動，並挨窮籌錢開辦拳會 姜子優之亡母 於2012年12月21日因焦急探望送院的姜煜誠，在曾經情緒崩潰後駕駛自家踩踏剎車失靈而超速駕駛，同時當時因莫宇謙和龔芊芊的摩托車超速樂極忘形忽視警告同行，為迴避前面汽車爭其道導致其駛向山坡摔倒，還是失敗導致在大埔優景里撞向阻擋車道的朱夫妻汽車整個人扑出汽車前窗當場喪生 生前曾被控告虧空公款和偽造文書，並已購入提高保額的人壽保險 於第12集七年前向姜煜誠提及有自殺念頭，打算將死後賠償保險費給姜煜誠辦拳會和撫養姜子優，同時留下遺書和生活錄音 於第20集姜煜誠回憶提及蔡敏蕙駕駛的汽車剎車失靈導致撞向朱瀚輝和方樂汶二人 於第21集提及在七年前姜煜誠比賽期間接到律師電話告知控訴很可能成立而心情崩潰，在家中製造燒水燒乾導致煤氣洩露的意外，在此之前寫遺書寫道給母親沈玉晶自己從來沒有後悔嫁給姜煜誠，以及不能好好陪伴姜子優長大和囑咐利用其死後保險賠償的話語（這些沈玉晶都不知情），後收到姜煜誠受傷送往嘉護醫院的電話，決定打消自殺念頭撕毀了紙質遺書及關閉煤氣，並心急趕往但落街截不了的士只好用駕駛自家汽車前往醫院，後來因而在優景里車禍中喪生 （特別演出） |
| 楊卓娜         | 蔡敏蕙 | Mavis 1975年3月6日出生 蔡聿勳、沈玉晶之亡女 姜煜誠之亡妻兼中學同學 原為富家女，嫁給姜煜誠後願意背後支持其的拳擊運動，並挨窮籌錢開辦拳會 姜子優之亡母 於2012年12月21日因焦急探望送院的姜煜誠，在曾經情緒崩潰後駕駛自家踩踏剎車失靈而超速駕駛，同時當時因莫宇謙和龔芊芊的摩托車超速樂極忘形忽視警告同行，為迴避前面汽車爭其道導致其駛向山坡摔倒，還是失敗導致在大埔優景里撞向阻擋車道的朱夫妻汽車整個人扑出汽車前窗當場喪生 生前曾被控告虧空公款和偽造文書，並已購入提高保額的人壽保險 於第12集七年前向姜煜誠提及有自殺念頭，打算將死後賠償保險費給姜煜誠辦拳會和撫養姜子優，同時留下遺書和生活錄音 於第20集姜煜誠回憶提及蔡敏蕙駕駛的汽車剎車失靈導致撞向朱瀚輝和方樂汶二人 於第21集提及在七年前姜煜誠比賽期間接到律師電話告知控訴很可能成立而心情崩潰，在家中製造燒水燒乾導致煤氣洩露的意外，在此之前寫遺書寫道給母親沈玉晶自己從來沒有後悔嫁給姜煜誠，以及不能好好陪伴姜子優長大和囑咐利用其死後保險賠償的話語（這些沈玉晶都不知情），後收到姜煜誠受傷送往嘉護醫院的電話，決定打消自殺念頭撕毀了紙質遺書及關閉煤氣，並心急趕往但落街截不了的士只好用駕駛自家汽車前往醫院，後來因而在優景里車禍中喪生 （特別演出） |
|                | 蔡竣庭 | 長居加拿大，現與沈玉晶回港探親 蔡聿勳、沈玉晶之子 蔡敏蕙之弟 姜煜誠之舅仔 姜子優之舅父 |
| 蘇皓兒         | 姜子優 | 子優、Yoyo、子優老師（朱嘉炳專稱）、子優baby／子優BB／Yoyo BB（粉絲專稱） 瑪德琳女子中學資優學生 在學校受同學杯葛 原打算讀醫立志成為醫生，後卻陪伴朱嘉炳試鏡被相中出道成為歌手，於第22集宣佈退出娛樂圈 會輔導他人補習賺取零用錢，曾為朱嘉炳賠償正版外套 拳會學生，因此習得防身術 姜煜誠、蔡敏蕙之女 沈玉晶之外孫女 與趙展鋒自幼一起長大，於第21集到拳會與其商量煩惱 曾受古希晨補習功課，向其傾訴煩惱，同時是其戀愛諮詢對象 朱嘉炳之好友兼暗戀對象，於第17集被其送禮物並表白，但不接受其 與莫宇謙有感情線，並暗戀其，於第17集被同學欺凌後找其聊心事並向其表白，但被其以應該長大獨立處理和其從頭到尾只當自己為妹妹，接吻只是在耍其為由拒絕，於第21集再見面卻被其推落樓梯受傷 郭潔盈之學生，知道其與姜煜誠熟悉 於第7集被同學在更衣時搶走衣服欺凌，與同學打架，後把情況告訴姜煜誠，最後姜煜誠約見對方家長於學校擺平 於第9集看見網上發帖後起疑，後詢問姜煜誠母親的死是人為還是意外 於第9集為朱嘉炳補習文言文和考試作弊成功，後朱嘉炳同學以錄像作弊一事威脅幫忙數學考試作弊，否則上傳網絡曝光二人，後與朱嘉炳一起偷試捲成功，但考試後被朱嘉炳同學一併告發，後來單獨發信息聯繫方樂汶並與其見面，被其指責其教唆朱嘉炳並教育其作弊，當朱嘉炳被姜煜誠罵為「廢柴」時維護其 於第11集因不滿學校處理作弊一事單方面放過自己堅持主動退學，與姜煜誠吵架而離家出走，搬往沈玉晶家中居住 於第12集聽沈玉晶和姜煜誠吵架內容，知道母親蔡敏蕙的死可能是自殺騙取保險費，後被姜煜誠解釋真相，於是和解並回家 於第13集提及繼續於瑪德琳女子中學讀書 於第14集本應允朱嘉炳到歌唱比賽現場捧場，卻因陪伴莫宇謙看病而爽約而令其生氣，與其下樓梯拉扯中摔倒扭傷腳後送醫院 於第15集通過與朱嘉炳街頭合唱鼓勵其不要放棄歌手夢，合唱影片還被拍攝上傳網絡 於第15集因為暗戀莫宇謙分心學業，隱瞞姜煜誠其邀請到家中做客一事，同時被姜煜誠關心學業 於第17集陪朱嘉炳參加模特兒經紀公司試鏡反被相中，經紀人認為唱歌一般但外形討好而打算捧其做新一代女神，於是遞交歌手合約但需要姜煜誠簽字 於第17、19集撮合姜煜誠與方樂汶 於第18集因姜煜誠同意而出道成為歌手，拍攝廣告音樂視頻大熱並收穫粉絲，因此令朱嘉炳氣餒並被其疏遠 於第19集領到工作後的第一筆薪水，請姜煜誠和方樂汶到餐廳吃飯和送禮物，本想邀請朱嘉炳但其不來，後在餐廳看到其在外面，追上與其說話但被粉絲認出導致其被誤認為助手而不高興 於第19集提及姜煜誠介紹朱嘉炳入錄音室做學徒，後兩人一起出現錄音室工作以朋友名義維護朱嘉炳拒絕跑腿 於第21集因姜煜誠向公眾自爆自己沒有及時修車害死蔡敏蕙一事，導致被八卦雜誌、網絡和報紙議論和謠傳事件，被粉絲質疑，需要停工和迴避記者，後在離開拳會路上被莫宇謙碰面推倒跌落樓梯受傷住院，醒來後從姜煜誠聽說當初因為七年前車禍前一天四處尋找與蔡敏蕙吵架失蹤的她因此沒有及時修理汽車 於第21集因為娛樂公司要求其出席不願意出席的飯局產生退出娛樂圈想法，後姜煜誠向其重提蔡敏蕙死亡真相後打算把事件公開，得知是為了幫助方樂汶吸引神秘人注意而願意公開並不發聲作維護和解釋，使公眾指責姜煜誠，卻因此導致姜子優被神秘人（莫宇謙）推落樓梯意外發生 於第22集召開記招為姜煜誠闢謠，說出當年因其放學後不回家姜煜誠需尋找其而沒有及時修車事實，後希望重新讀書宣佈退出娛樂圈，朱嘉炳看到其記者會影片後選擇原諒其，其同時希望朱嘉炳原諒方樂汶然後提到仍記得朱嘉炳在病房為其彈吉他，最後其被朱嘉炳唱歌哄笑（只是唱歌吐槽莫宇謙） 於第22集臨走英國前與姜煜誠坦白自己不是真心當歌星而是讀書不開心和失戀希望藉此找到認可，後來乞求沈玉晶讓其留在香港念書希望在那裡跌倒就在那裡站起，沈玉晶最後心軟允許其繼續留港，後出席姜煜誠新健身中心開幕活動 於第23集與姜煜誠、朱嘉炳、方樂汶在家中吃飯時看新聞得知莫宇謙以一百萬現金保釋外出消息 於第24集與趙展鋒到酒吧出席拳會慶祝會，聽到趙世杰等人討論莫宇謙後拿出自製壽司分享 於第25集成為方樂汶之繼女，並成為朱嘉炳之繼妹，還有成為朱幸而之繼姐 參見PASSION 熱火拳會 |

### 方家
| 演員           | 角色   | 備注 |
| 吳瑞庭         | 方紹忠 | 副校長，好學且涉獵文學、數學、科學，會彈鋼琴 重視讀書成績，偏愛方書文待其如公主寵溺，輔導其功課和教授彈鋼琴 放縱方樂汶反叛 田淑萍之夫 方樂汶、方書文之亡父 朱瀚輝、古希晨之亡岳父 朱嘉炳之亡繼外公 朱幸而之亡外公 陳玉蘭、歐麗馨之亡親家公 朱強、朱玲之姻世伯 十八年前去世，留下房權給方書文，去世前要求方樂汶照顧方書文 於第3集方書文回憶中首次登場 於第5集在方書文生病時夢中出現照顧，後方書文錯認抱起其送醫院之古希晨為方紹忠 |
| 張韋怡         | 田淑萍 | 方紹忠之亡妻 方樂汶、方書文之亡母 朱瀚輝、古希晨之亡岳母 朱嘉炳之亡繼外婆 朱幸而之亡外婆 陳玉蘭、歐麗馨之亡親家母 朱強、朱玲之姻伯母 於誕下方書文後難產去世，成為方樂汶憎恨其妹的最初原因 |
| 黃可盈（童年） | 方樂汶 | Laura、樂汶 方紹忠、田淑萍之長女 方書文之姊，因過去不愉快經歷而關係疏離，後因向其捐肝而和好 參見朱家、PASSION 熱火拳會 |
| 陳苑澄（少年） | 方樂汶 | Laura、樂汶 方紹忠、田淑萍之長女 方書文之姊，因過去不愉快經歷而關係疏離，後因向其捐肝而和好 參見朱家、PASSION 熱火拳會 |
| 黃翠如         | 方樂汶 | Laura、樂汶 方紹忠、田淑萍之長女 方書文之姊，因過去不愉快經歷而關係疏離，後因向其捐肝而和好 參見朱家、PASSION 熱火拳會 |
| 林靖文（童年） | 方書文 | Sherman、書文、書文姨姨（朱幸而專稱）、Baby（錢莉媛專稱）、古太 擅長讀書，受到方紹忠寵溺，曾受其輔導功課和學習彈鋼琴 獨居多年，擁有父親房產，閃婚後答應會把房子送給方樂汶一家並把這裡當娘家 性格高竇，待人要求高且追求完美（少部分眼中公主病），朋友少與診所同事關係一般，受到懷孕太太歡迎上門診所 多年來以找像父親一樣的完美男人為目標，卻經歷多段戀情也沒有結果 方紹忠、田淑萍之幼女 方樂汶之妹，因過去不愉快經歷而顯關係疏離，後因其捐肝而和好 當初向錢莉媛推薦產後復出的方樂汶進入保險行業，認為其性格合適 十八年前因為方紹忠離世，本計劃不成為方樂汶負累而打算申請入住寄養家庭，方樂汶主動承擔監護人職責頂替其支付家庭日常支出和方書文學費需要白天當售貨員和晚上做陪酒小姐，有一天晚上回家喝得爛醉在廁所嘔吐，發現後與其爭吵還用花灑頭打壞了浴室瓷磚，後讓方樂汶承諾不再喝酒 朱瀚輝之姨仔，七年前到車房發現其趁方樂汶懷孕期間有外遇時指責其，反被其以之前非禮和被拍下親密照威脅不敢說出逃離車房（於第22集用於印證方樂汶猜想朱瀚輝外遇對象是其），造成陰影夢中尋仇即使其死後也還未能向方樂汶說出真相，於第12集提及沒有及時搶救其，於第22集因莫宇謙曝光照片給方樂汶，再次動搖姊妹關係 朱幸而之姨，同居期間照顧其不生病導致自己感染 朱嘉炳之繼姨，有時送其零花錢 陳玉蘭之姻侄女 朱強、朱玲之姻妹 錢莉媛之舊同學兼好姊妹，與其從小一起長大，於第19集成為其主診醫生，檢查時發現其不是正常懷孕而是患葡萄胎，屬畸胎需為其安排手術切除 與古希晨有感情線，並為其暗戀對象，七年前與其為方樂汶接生龍鳳胎而認識和曾擁抱其，再見面時拒絕其之後成為朋友，於第11集成為其女友，後於第13集為其妻子 崔敏姿之情敵兼死敌，於第12集被錢莉媛提醒後教導古希晨哪些可以與女朋友可以做，其他女性不可以做清單，使其遠離其，於第14集復工後調其做回自己助手 於第5集撮合方樂汶、劉啟陽但失敗 於第6集發現是自身免疫性肝炎患者和請病假入院，提及因七年前發生的車禍，自身逃避死亡而進入婦產科 於第7集獲方樂汶捐肝 於第8集完成手術需要定期服抗免疫藥，提及手術前留下過遺囑，開始與方樂汶解開心結 於第9集出院回家，需要找鐘點工清潔屋企避免感染和留意飲食習慣 於第10集接納方樂汶一家開始同居 於第11集認識歐麗馨，後做客古家，飲食習慣引起歐麗馨不滿 於第12集告訴古希晨換肝手術後自己身體留疤而且壽命可能活不過五年，彼此在一起時間不長而要求分手 於第13集與古希晨在泰國旅行閃婚，因想過二人世界搬出原居住留下房子給方樂汶一家，後與其搬到歐麗馨隔壁一度引起不滿 於第13集經古希晨介紹認識龔芊芊 於第13集與古希晨商量打算隱瞞歐麗馨自己換過肝，不適合生孩子一事 於第14集結束病假回到診所崗位，被古希晨看護多休息少操勞 於第14集因不理解古希晨生活習慣，駁斥古希晨不再是小孩需要改變被歐麗馨訓斥不體諒其 於第15集被龔芊芊冷淡對待，後單獨見面時被指責當年車禍見死不救，於第17集為其化妝和好 於第15集與古希晨發現有人街邊虐兒後，古希晨情況變得奇怪跑回舊屋和發脾氣，於是歐麗馨撫慰其還叫自己先回新居，古希晨一夜不回，於是與之發生冷戰，後不敵其和好 於第15集古希晨與其提及歐麗馨想要抱孫子一事，古希晨對歐麗馨解釋是其不想要實質怕歐麗馨嫌棄其，後歐麗馨翻看其之病歷表發現曾經換肝，婆媳關係惡化，但古希晨嫌兩人吵鬧離開，同時歐麗馨一味袒護古希晨，令其感到心痛在新居夜裡獨自哭泣，與其冷戰下分開房間睡覺 於第16集記起當年心急救方樂汶而看不見龔芊芊在草叢求救（加上方書文聽不清楚在草叢的龔芊芊喊救命求救），良心被譴責因此想要為之其彌補尋找其男友，解決尋找病人波仔了解古希晨童年經歷後冷戰和好，告訴其一起尋找 於第16集聽說歐麗馨為保護古希晨而與家暴前夫離婚，與其和好提出一年後養好身體再生孩子，答應學習做好媳婦 於第17集攜帶和介紹古希晨狀況到中學女同學及其伴侶聚會，一起探望病癒後班主任Miss Wong，聚會上其表現書上學來的社交技巧，通過解釋病情獲得Miss Wong喜歡，雖然曾被Angela為難，但方書文為其不做作為由說話擊退最後一起回家，被歐麗馨認同 於第17集與歐麗馨聊天得知古希晨兒時情況，被其認同古希晨確實為了暗戀對象方書文而做出社交改變，學習婚姻相處之道，因此想通，最後把掌管貴重物品的鑰匙交給方書文 於第17集與錢莉媛商量以後若與古希晨生下患亞氏保加症的孩子就要照顧兩個孩子擔憂著 於第17集鼓勵古希晨進修病理專科，認為很適合其，於第18集打算與之約見許醫生商量報讀病理科，但其不願意前往，於是與其發生吵架 於第18集支持錢莉媛終止懷孕，因此與方樂汶意見不和 於第18集與古希晨尋找失踪的龔芊芊，根據照片背景找到赤柱碼頭，卻只知道她與其男友在一起而失去踪跡，古希晨不理解其離開，向之解釋其是想與男友度過最後的時間 於第19集與古希晨拜祭龔芊芊，得知莫宇謙身份後曾經懷疑其可能為了女友復仇發送恐嚇訊息 於第19集因許醫生發了訊息而再約見，於是重提讀病理科一事，古希晨抗拒與其吵架推開其結果撞傷手臂，歐麗馨上前阻止和安撫其，兩人開始分開房間睡覺 於第19集被方樂汶形容和古希晨在一起太久越來越理性，後一起安慰哭泣的錢莉媛 於第19集從歐麗馨聽說其為何抗拒讀專科原因是當初不愉快經歷，明白原來自己一直逼迫其面對恐懼 於第20集因愁眉苦臉，被錢莉媛發現手臂受傷得知古希晨動手打其，變得為其生氣 於第20集聽到崔敏姿和王文雅說其兩夫妻壞話，後撞破古希晨與崔敏姿在診所工作室衣衫不整，憤怒離開診所回家後與古希晨攤牌其過錯，抱怨為其回去收拾診所爛攤子 於第20集按方樂汶形容以前被方紹忠寵愛如公主，但結婚後改變不少，方樂汶要求古希晨要保護免其受傷害於是在診所時古希晨緊跟其，其聽說理由後感到生氣而且提及為何不理會診所他人議論 於第20集為買化妝品請假半天，古希晨陪同其逛街並不讓陌生人靠近，後與之商量不准拖手除非處理好崔敏姿追求一事和不再逼之讀專科不然不會原諒，並要求古希晨與其保持四尺安全距離，這一過程被莫宇謙拍攝下來 於第21集因崔敏姿網上曬與古希晨和狗合照發現古希晨自己的麻煩越搞越亂，後崔敏姿當面挑釁其和錢莉媛，認為古希晨出於可憐而與之結婚察覺不合適而不愛方書文，錢莉媛建議扇其兩巴掌因搶別人老公得意忘形，但方書文礙於同事在場選擇忍耐，後到公園和錢莉媛二人趁其遛狗時以狗舉例不是誰對其好就可以搶走其，提出古希晨是很愛自己，回駁其盡做損人不利己自私小動作是不夠自愛 於第21集搬回娘家，電梯口遇到古希晨為之送上眼鏡，詢問其和老婆以外其他女性合照而生氣不與其交流 於第21集古希晨在診所向眾人解釋不愛崔敏姿，要求遠離兩夫妻工作後，親自到方書文娘家尋回抱緊和哄好，搬回新居 於第22集送上背包給方樂汶希望讓其陪同一起去旅行增加多一些相處時間，原因是其通過古希晨才知道方樂汶發生這麼多事而自己最後才知道，後被方樂汶以婚後沒有時間拒絕請之代為保管背包 於第22集提及開始多些時間陪伴家人，減少看診 於第22集因原本讓朱幸而見喜歡的男明星吳業坤是一件好事但上電台節目試吃太多零食被指不懂照顧與方樂汶起爭執吵架，方樂汶還說起當初分開不要照顧其就不會認識壞男人而鬧不愉快，隔天朱幸而誘發心臟病 於第23集證實懷孕 參見逸健醫療中心、古家 |
| 黃凱儀（少年） | 方書文 | Sherman、書文、書文姨姨（朱幸而專稱）、Baby（錢莉媛專稱）、古太 擅長讀書，受到方紹忠寵溺，曾受其輔導功課和學習彈鋼琴 獨居多年，擁有父親房產，閃婚後答應會把房子送給方樂汶一家並把這裡當娘家 性格高竇，待人要求高且追求完美（少部分眼中公主病），朋友少與診所同事關係一般，受到懷孕太太歡迎上門診所 多年來以找像父親一樣的完美男人為目標，卻經歷多段戀情也沒有結果 方紹忠、田淑萍之幼女 方樂汶之妹，因過去不愉快經歷而顯關係疏離，後因其捐肝而和好 當初向錢莉媛推薦產後復出的方樂汶進入保險行業，認為其性格合適 十八年前因為方紹忠離世，本計劃不成為方樂汶負累而打算申請入住寄養家庭，方樂汶主動承擔監護人職責頂替其支付家庭日常支出和方書文學費需要白天當售貨員和晚上做陪酒小姐，有一天晚上回家喝得爛醉在廁所嘔吐，發現後與其爭吵還用花灑頭打壞了浴室瓷磚，後讓方樂汶承諾不再喝酒 朱瀚輝之姨仔，七年前到車房發現其趁方樂汶懷孕期間有外遇時指責其，反被其以之前非禮和被拍下親密照威脅不敢說出逃離車房（於第22集用於印證方樂汶猜想朱瀚輝外遇對象是其），造成陰影夢中尋仇即使其死後也還未能向方樂汶說出真相，於第12集提及沒有及時搶救其，於第22集因莫宇謙曝光照片給方樂汶，再次動搖姊妹關係 朱幸而之姨，同居期間照顧其不生病導致自己感染 朱嘉炳之繼姨，有時送其零花錢 陳玉蘭之姻侄女 朱強、朱玲之姻妹 錢莉媛之舊同學兼好姊妹，與其從小一起長大，於第19集成為其主診醫生，檢查時發現其不是正常懷孕而是患葡萄胎，屬畸胎需為其安排手術切除 與古希晨有感情線，並為其暗戀對象，七年前與其為方樂汶接生龍鳳胎而認識和曾擁抱其，再見面時拒絕其之後成為朋友，於第11集成為其女友，後於第13集為其妻子 崔敏姿之情敵兼死敌，於第12集被錢莉媛提醒後教導古希晨哪些可以與女朋友可以做，其他女性不可以做清單，使其遠離其，於第14集復工後調其做回自己助手 於第5集撮合方樂汶、劉啟陽但失敗 於第6集發現是自身免疫性肝炎患者和請病假入院，提及因七年前發生的車禍，自身逃避死亡而進入婦產科 於第7集獲方樂汶捐肝 於第8集完成手術需要定期服抗免疫藥，提及手術前留下過遺囑，開始與方樂汶解開心結 於第9集出院回家，需要找鐘點工清潔屋企避免感染和留意飲食習慣 於第10集接納方樂汶一家開始同居 於第11集認識歐麗馨，後做客古家，飲食習慣引起歐麗馨不滿 於第12集告訴古希晨換肝手術後自己身體留疤而且壽命可能活不過五年，彼此在一起時間不長而要求分手 於第13集與古希晨在泰國旅行閃婚，因想過二人世界搬出原居住留下房子給方樂汶一家，後與其搬到歐麗馨隔壁一度引起不滿 於第13集經古希晨介紹認識龔芊芊 於第13集與古希晨商量打算隱瞞歐麗馨自己換過肝，不適合生孩子一事 於第14集結束病假回到診所崗位，被古希晨看護多休息少操勞 於第14集因不理解古希晨生活習慣，駁斥古希晨不再是小孩需要改變被歐麗馨訓斥不體諒其 於第15集被龔芊芊冷淡對待，後單獨見面時被指責當年車禍見死不救，於第17集為其化妝和好 於第15集與古希晨發現有人街邊虐兒後，古希晨情況變得奇怪跑回舊屋和發脾氣，於是歐麗馨撫慰其還叫自己先回新居，古希晨一夜不回，於是與之發生冷戰，後不敵其和好 於第15集古希晨與其提及歐麗馨想要抱孫子一事，古希晨對歐麗馨解釋是其不想要實質怕歐麗馨嫌棄其，後歐麗馨翻看其之病歷表發現曾經換肝，婆媳關係惡化，但古希晨嫌兩人吵鬧離開，同時歐麗馨一味袒護古希晨，令其感到心痛在新居夜裡獨自哭泣，與其冷戰下分開房間睡覺 於第16集記起當年心急救方樂汶而看不見龔芊芊在草叢求救（加上方書文聽不清楚在草叢的龔芊芊喊救命求救），良心被譴責因此想要為之其彌補尋找其男友，解決尋找病人波仔了解古希晨童年經歷後冷戰和好，告訴其一起尋找 於第16集聽說歐麗馨為保護古希晨而與家暴前夫離婚，與其和好提出一年後養好身體再生孩子，答應學習做好媳婦 於第17集攜帶和介紹古希晨狀況到中學女同學及其伴侶聚會，一起探望病癒後班主任Miss Wong，聚會上其表現書上學來的社交技巧，通過解釋病情獲得Miss Wong喜歡，雖然曾被Angela為難，但方書文為其不做作為由說話擊退最後一起回家，被歐麗馨認同 於第17集與歐麗馨聊天得知古希晨兒時情況，被其認同古希晨確實為了暗戀對象方書文而做出社交改變，學習婚姻相處之道，因此想通，最後把掌管貴重物品的鑰匙交給方書文 於第17集與錢莉媛商量以後若與古希晨生下患亞氏保加症的孩子就要照顧兩個孩子擔憂著 於第17集鼓勵古希晨進修病理專科，認為很適合其，於第18集打算與之約見許醫生商量報讀病理科，但其不願意前往，於是與其發生吵架 於第18集支持錢莉媛終止懷孕，因此與方樂汶意見不和 於第18集與古希晨尋找失踪的龔芊芊，根據照片背景找到赤柱碼頭，卻只知道她與其男友在一起而失去踪跡，古希晨不理解其離開，向之解釋其是想與男友度過最後的時間 於第19集與古希晨拜祭龔芊芊，得知莫宇謙身份後曾經懷疑其可能為了女友復仇發送恐嚇訊息 於第19集因許醫生發了訊息而再約見，於是重提讀病理科一事，古希晨抗拒與其吵架推開其結果撞傷手臂，歐麗馨上前阻止和安撫其，兩人開始分開房間睡覺 於第19集被方樂汶形容和古希晨在一起太久越來越理性，後一起安慰哭泣的錢莉媛 於第19集從歐麗馨聽說其為何抗拒讀專科原因是當初不愉快經歷，明白原來自己一直逼迫其面對恐懼 於第20集因愁眉苦臉，被錢莉媛發現手臂受傷得知古希晨動手打其，變得為其生氣 於第20集聽到崔敏姿和王文雅說其兩夫妻壞話，後撞破古希晨與崔敏姿在診所工作室衣衫不整，憤怒離開診所回家後與古希晨攤牌其過錯，抱怨為其回去收拾診所爛攤子 於第20集按方樂汶形容以前被方紹忠寵愛如公主，但結婚後改變不少，方樂汶要求古希晨要保護免其受傷害於是在診所時古希晨緊跟其，其聽說理由後感到生氣而且提及為何不理會診所他人議論 於第20集為買化妝品請假半天，古希晨陪同其逛街並不讓陌生人靠近，後與之商量不准拖手除非處理好崔敏姿追求一事和不再逼之讀專科不然不會原諒，並要求古希晨與其保持四尺安全距離，這一過程被莫宇謙拍攝下來 於第21集因崔敏姿網上曬與古希晨和狗合照發現古希晨自己的麻煩越搞越亂，後崔敏姿當面挑釁其和錢莉媛，認為古希晨出於可憐而與之結婚察覺不合適而不愛方書文，錢莉媛建議扇其兩巴掌因搶別人老公得意忘形，但方書文礙於同事在場選擇忍耐，後到公園和錢莉媛二人趁其遛狗時以狗舉例不是誰對其好就可以搶走其，提出古希晨是很愛自己，回駁其盡做損人不利己自私小動作是不夠自愛 於第21集搬回娘家，電梯口遇到古希晨為之送上眼鏡，詢問其和老婆以外其他女性合照而生氣不與其交流 於第21集古希晨在診所向眾人解釋不愛崔敏姿，要求遠離兩夫妻工作後，親自到方書文娘家尋回抱緊和哄好，搬回新居 於第22集送上背包給方樂汶希望讓其陪同一起去旅行增加多一些相處時間，原因是其通過古希晨才知道方樂汶發生這麼多事而自己最後才知道，後被方樂汶以婚後沒有時間拒絕請之代為保管背包 於第22集提及開始多些時間陪伴家人，減少看診 於第22集因原本讓朱幸而見喜歡的男明星吳業坤是一件好事但上電台節目試吃太多零食被指不懂照顧與方樂汶起爭執吵架，方樂汶還說起當初分開不要照顧其就不會認識壞男人而鬧不愉快，隔天朱幸而誘發心臟病 於第23集證實懷孕 參見逸健醫療中心、古家 |
| 連詩雅         | 方書文 | Sherman、書文、書文姨姨（朱幸而專稱）、Baby（錢莉媛專稱）、古太 擅長讀書，受到方紹忠寵溺，曾受其輔導功課和學習彈鋼琴 獨居多年，擁有父親房產，閃婚後答應會把房子送給方樂汶一家並把這裡當娘家 性格高竇，待人要求高且追求完美（少部分眼中公主病），朋友少與診所同事關係一般，受到懷孕太太歡迎上門診所 多年來以找像父親一樣的完美男人為目標，卻經歷多段戀情也沒有結果 方紹忠、田淑萍之幼女 方樂汶之妹，因過去不愉快經歷而顯關係疏離，後因其捐肝而和好 當初向錢莉媛推薦產後復出的方樂汶進入保險行業，認為其性格合適 十八年前因為方紹忠離世，本計劃不成為方樂汶負累而打算申請入住寄養家庭，方樂汶主動承擔監護人職責頂替其支付家庭日常支出和方書文學費需要白天當售貨員和晚上做陪酒小姐，有一天晚上回家喝得爛醉在廁所嘔吐，發現後與其爭吵還用花灑頭打壞了浴室瓷磚，後讓方樂汶承諾不再喝酒 朱瀚輝之姨仔，七年前到車房發現其趁方樂汶懷孕期間有外遇時指責其，反被其以之前非禮和被拍下親密照威脅不敢說出逃離車房（於第22集用於印證方樂汶猜想朱瀚輝外遇對象是其），造成陰影夢中尋仇即使其死後也還未能向方樂汶說出真相，於第12集提及沒有及時搶救其，於第22集因莫宇謙曝光照片給方樂汶，再次動搖姊妹關係 朱幸而之姨，同居期間照顧其不生病導致自己感染 朱嘉炳之繼姨，有時送其零花錢 陳玉蘭之姻侄女 朱強、朱玲之姻妹 錢莉媛之舊同學兼好姊妹，與其從小一起長大，於第19集成為其主診醫生，檢查時發現其不是正常懷孕而是患葡萄胎，屬畸胎需為其安排手術切除 與古希晨有感情線，並為其暗戀對象，七年前與其為方樂汶接生龍鳳胎而認識和曾擁抱其，再見面時拒絕其之後成為朋友，於第11集成為其女友，後於第13集為其妻子 崔敏姿之情敵兼死敌，於第12集被錢莉媛提醒後教導古希晨哪些可以與女朋友可以做，其他女性不可以做清單，使其遠離其，於第14集復工後調其做回自己助手 於第5集撮合方樂汶、劉啟陽但失敗 於第6集發現是自身免疫性肝炎患者和請病假入院，提及因七年前發生的車禍，自身逃避死亡而進入婦產科 於第7集獲方樂汶捐肝 於第8集完成手術需要定期服抗免疫藥，提及手術前留下過遺囑，開始與方樂汶解開心結 於第9集出院回家，需要找鐘點工清潔屋企避免感染和留意飲食習慣 於第10集接納方樂汶一家開始同居 於第11集認識歐麗馨，後做客古家，飲食習慣引起歐麗馨不滿 於第12集告訴古希晨換肝手術後自己身體留疤而且壽命可能活不過五年，彼此在一起時間不長而要求分手 於第13集與古希晨在泰國旅行閃婚，因想過二人世界搬出原居住留下房子給方樂汶一家，後與其搬到歐麗馨隔壁一度引起不滿 於第13集經古希晨介紹認識龔芊芊 於第13集與古希晨商量打算隱瞞歐麗馨自己換過肝，不適合生孩子一事 於第14集結束病假回到診所崗位，被古希晨看護多休息少操勞 於第14集因不理解古希晨生活習慣，駁斥古希晨不再是小孩需要改變被歐麗馨訓斥不體諒其 於第15集被龔芊芊冷淡對待，後單獨見面時被指責當年車禍見死不救，於第17集為其化妝和好 於第15集與古希晨發現有人街邊虐兒後，古希晨情況變得奇怪跑回舊屋和發脾氣，於是歐麗馨撫慰其還叫自己先回新居，古希晨一夜不回，於是與之發生冷戰，後不敵其和好 於第15集古希晨與其提及歐麗馨想要抱孫子一事，古希晨對歐麗馨解釋是其不想要實質怕歐麗馨嫌棄其，後歐麗馨翻看其之病歷表發現曾經換肝，婆媳關係惡化，但古希晨嫌兩人吵鬧離開，同時歐麗馨一味袒護古希晨，令其感到心痛在新居夜裡獨自哭泣，與其冷戰下分開房間睡覺 於第16集記起當年心急救方樂汶而看不見龔芊芊在草叢求救（加上方書文聽不清楚在草叢的龔芊芊喊救命求救），良心被譴責因此想要為之其彌補尋找其男友，解決尋找病人波仔了解古希晨童年經歷後冷戰和好，告訴其一起尋找 於第16集聽說歐麗馨為保護古希晨而與家暴前夫離婚，與其和好提出一年後養好身體再生孩子，答應學習做好媳婦 於第17集攜帶和介紹古希晨狀況到中學女同學及其伴侶聚會，一起探望病癒後班主任Miss Wong，聚會上其表現書上學來的社交技巧，通過解釋病情獲得Miss Wong喜歡，雖然曾被Angela為難，但方書文為其不做作為由說話擊退最後一起回家，被歐麗馨認同 於第17集與歐麗馨聊天得知古希晨兒時情況，被其認同古希晨確實為了暗戀對象方書文而做出社交改變，學習婚姻相處之道，因此想通，最後把掌管貴重物品的鑰匙交給方書文 於第17集與錢莉媛商量以後若與古希晨生下患亞氏保加症的孩子就要照顧兩個孩子擔憂著 於第17集鼓勵古希晨進修病理專科，認為很適合其，於第18集打算與之約見許醫生商量報讀病理科，但其不願意前往，於是與其發生吵架 於第18集支持錢莉媛終止懷孕，因此與方樂汶意見不和 於第18集與古希晨尋找失踪的龔芊芊，根據照片背景找到赤柱碼頭，卻只知道她與其男友在一起而失去踪跡，古希晨不理解其離開，向之解釋其是想與男友度過最後的時間 於第19集與古希晨拜祭龔芊芊，得知莫宇謙身份後曾經懷疑其可能為了女友復仇發送恐嚇訊息 於第19集因許醫生發了訊息而再約見，於是重提讀病理科一事，古希晨抗拒與其吵架推開其結果撞傷手臂，歐麗馨上前阻止和安撫其，兩人開始分開房間睡覺 於第19集被方樂汶形容和古希晨在一起太久越來越理性，後一起安慰哭泣的錢莉媛 於第19集從歐麗馨聽說其為何抗拒讀專科原因是當初不愉快經歷，明白原來自己一直逼迫其面對恐懼 於第20集因愁眉苦臉，被錢莉媛發現手臂受傷得知古希晨動手打其，變得為其生氣 於第20集聽到崔敏姿和王文雅說其兩夫妻壞話，後撞破古希晨與崔敏姿在診所工作室衣衫不整，憤怒離開診所回家後與古希晨攤牌其過錯，抱怨為其回去收拾診所爛攤子 於第20集按方樂汶形容以前被方紹忠寵愛如公主，但結婚後改變不少，方樂汶要求古希晨要保護免其受傷害於是在診所時古希晨緊跟其，其聽說理由後感到生氣而且提及為何不理會診所他人議論 於第20集為買化妝品請假半天，古希晨陪同其逛街並不讓陌生人靠近，後與之商量不准拖手除非處理好崔敏姿追求一事和不再逼之讀專科不然不會原諒，並要求古希晨與其保持四尺安全距離，這一過程被莫宇謙拍攝下來 於第21集因崔敏姿網上曬與古希晨和狗合照發現古希晨自己的麻煩越搞越亂，後崔敏姿當面挑釁其和錢莉媛，認為古希晨出於可憐而與之結婚察覺不合適而不愛方書文，錢莉媛建議扇其兩巴掌因搶別人老公得意忘形，但方書文礙於同事在場選擇忍耐，後到公園和錢莉媛二人趁其遛狗時以狗舉例不是誰對其好就可以搶走其，提出古希晨是很愛自己，回駁其盡做損人不利己自私小動作是不夠自愛 於第21集搬回娘家，電梯口遇到古希晨為之送上眼鏡，詢問其和老婆以外其他女性合照而生氣不與其交流 於第21集古希晨在診所向眾人解釋不愛崔敏姿，要求遠離兩夫妻工作後，親自到方書文娘家尋回抱緊和哄好，搬回新居 於第22集送上背包給方樂汶希望讓其陪同一起去旅行增加多一些相處時間，原因是其通過古希晨才知道方樂汶發生這麼多事而自己最後才知道，後被方樂汶以婚後沒有時間拒絕請之代為保管背包 於第22集提及開始多些時間陪伴家人，減少看診 於第22集因原本讓朱幸而見喜歡的男明星吳業坤是一件好事但上電台節目試吃太多零食被指不懂照顧與方樂汶起爭執吵架，方樂汶還說起當初分開不要照顧其就不會認識壞男人而鬧不愉快，隔天朱幸而誘發心臟病 於第23集證實懷孕 參見逸健醫療中心、古家 |
| 馬貫東         | 古希晨 | 希晨、阿晨 暗戀方書文，於第11集為其男友，後於第13集成為其夫 方樂汶之妹夫 方紹忠之次女婿 朱幸而之姨丈 朱嘉炳之繼姨丈 朱強、朱玲之姻弟 高功能自閉症患者 參見古家、逸健醫療中心 |

### 朱家
| 演員   | 角色   | 備注 |
| 馮素波 | 陳玉蘭 | 上海人，會釀梅酒並教導方樂汶製作 中國傳統婦女，慈母性格、隨和且重視家庭和諧 朱瀚輝、朱強、朱玲之母 方樂汶之婆婆，與其關係情同母女 朱嘉炳、朱幸而之奶奶 方紹忠之親家母 方書文之姻伯母 於第3集在過了朱幸而的生日會後的第二天在午睡夢中去世 於第5集舉辦追悼會 |
| 翟威廉 | 朱瀚輝 | 阿輝 車房老闆，喜歡車和常開客戶名車兜風，向方樂汶求婚前，頂手車房成為老闆 陳玉蘭之亡長子 朱強、朱玲之亡兄 方樂汶之亡夫，曾教其開跑車競速，自認駕駛技術好 朱嘉炳、朱幸而之亡父 風流成性，備份箱登錄電郵「chuhonfai@dododomail.com」，原密碼happy2007，在其之網上雲端備份箱內有許多以女性名字文件夾命名收藏的和女性親密床照 方書文之亡姐夫，被其發現在方樂汶懷孕期間在車房幽會情婦，曾經被其非禮還用手機拍下親密床照威脅封口，這一情況被車房外的方樂汶看到和產生聯想有曖昧，於第12集提及方書文沒有及時搶救其 於2012年12月21日因其被方樂汶得知有外遇後與方樂汶爭吵中說是方書文冤枉其，勾引其還捏造發騷和其在床上風流多爽，不然在方樂汶懷孕十月期間難以忍受這些難聽的話，挑撥姐妹關係也令方樂汶半信半疑忐忑，導致非常生氣開始搶奪其方向盤阻止一起尋死過程與蔡敏蕙駕駛汽車相撞導致於大埔優景里的車禍中去世 於第22集交代其用作收藏女性親密床照的備份箱登錄電郵被莫宇謙解密後修改密碼不讓方樂汶刪除備份箱內的所有內容，於第23集提示新密碼即是龔芊芊的出生日期 （特別演出） |
|        | 段雪瓊 | 上海人 與第二任丈夫於上海辦茶餐廳 朱瀚輝之前妻 朱嘉炳之母，與其不和 陳玉蘭之前媳婦 朱強、朱玲之前大嫂 有與方樂汶、朱嘉炳電話聯絡（於第7集聲演） |
| 黃翠如 | 方樂汶 | Laura、Laura姐、樂汶、幸而媽咪 銘諾保險集團保險代理／單親媽媽 結婚前擅長玩樂和遊戲，喜歡旅行性格反叛不擅長讀書 喜歡吃街邊賣的煨番薯，來自童年情結 誕下朱幸而後認為車禍是因朱瀚輝與自己吵架，聽到朱瀚輝讓其裝不知道忍耐有外遇的難聽的話語後開始搶方向盤一起尋死駕駛害死他和連累姜煜誠妻子導致的而患上產後抑鬱症，需要看精神科，礙於朱幸而剛出生而且知道患先天性心臟病因此當時不敢說出後悔著 十八年前方紹忠離世後，本有一份朋友介紹移民澳洲牧場工作的機會可以放下方書文，但在社署因方書文未成年詢問是否接受幫助時為其拒絕寄養家庭要求，承擔其監護人職責，為頂替成為家庭經濟支柱白天當售貨員和晚上做陪酒小姐，晚上回家喝得爛醉與方書文吵架，後承諾過方書文不再喝酒 激動時會講上海話 論壇賬戶名dreamyoyo 朱瀚輝之第二任妻子 朱強、朱玲之大嫂，與其不和 朱幸而之母，七年前懷龍鳳胎但因車禍早產出生，另一子出生後夭折 朱嘉炳之繼母，十歲時把其留在身邊視其為己出，與其關係頗佳 陳玉蘭之媳婦，與其關係情同母女 錢莉媛之好友 與姜煜誠有感情線，最初向其推銷保險後正式成為拳會會員還接送之出入，好感漸深，後因收到恐嚇訊息其主動作為保鏢給予安全，於第19集成為其女友，於第21集與其提出分手 與龔嘉豪有感情線，於第13集在內地相遇然後被其追求，於第15集開始懷疑收到恐怖訊息與之有關 與朱瀚輝前妻有電話聯絡 發生車禍後害怕開車及坐前座，於第7集開始克服 於第8集與方書文開始解開心結，完成捐肝手術出院回家，因捐肝手術，手術後腹部留疤和需要留意身體 於第9集得知姜煜誠的妻子因超速駕駛撞向朱瀚輝夫妻導致車禍令其失去丈夫和一子，於第12集兩人和好 於第10集因朱強著急分錢還債，賣掉房子與家人搬入方書文屋企同居 於第10集因朱嘉炳與姜子優聯合作弊一事，與姜煜誠對立起矛盾 於第12集約見姜子優勸說其原諒姜煜誠，在她家門口聽到姜煜誠妻子當初打算自殺騙取保險費導致車禍 於第13集勸告方書文結婚與談戀愛是兩回事，要有心理準備 於第13集在內地見客戶酒醉後與龔嘉豪相遇，並被其意外撞跌手機落水，遞上卡片介紹自己後被他送回家 於第14集在方書文工作的診所偶然碰到龔嘉豪，知道他要看精神科為之保守秘密 於第14集開始收到恐嚇訊息，一開始不留意後聯想到與網上論壇討論車禍有關於是與莫宇謙商量此事是否可能得罪人，後來朱幸而在餐廳玩耍時失踪後尋回察覺可疑 於第15集與方書文、古希晨商量收到恐怖訊息，知道當年的車禍現場存在第三名傷者同時在療養院見客時偶然發現龔嘉豪探望的女性病人與古希晨、方書文探望的病人是同一個，最後詢問方書文後得知那個傷者就是龔芊芊 於第16集懷疑姜煜誠發送其恐怖訊息，告訴眾人龔嘉豪真正身份 於第16集在朱瀚輝墓前懺悔回憶當初自己得知其有外遇後，沒有與其爭吵和搶方向盤就不會害死那麼多人道歉，同時被神秘人錄音下來 於第16集探望龔芊芊看見她痛苦的樣子，於是借錢五十萬元給龔嘉豪用於買新的標靶藥治療後來被姜煜誠揭發其真面目制止，支票最後被其返還 於第16集與姜煜誠一起被強酸彈襲擊，後單獨收到恐怖信息證實並非僥倖，被姜煜誠要求作為保鏢跟隨出入，後與之結伴出席公司週年宴會結束後一起回家 於第17集報答姜煜誠修理家務親自為之下廚做腸蛋麵並教其煮焦邊雞蛋，後其亦煮給姜子優進食 於第17集打電話給姜煜誠報平安，被鐵籠車背後襲擊 於第18集為躲開鐵籠車扭傷腳，姜煜誠看到後背起其離開後恢復 於第18集反對錢莉媛終止懷孕，告訴其胚胎下場會很慘後讓其幫忙接朱幸而放學 於第18集與姜煜誠到偏僻廠房見客戶結果被設計遇到危險冒煙中被困，最後兩人跳窗離開 於第19集報警處理獲得姜煜誠購買全球定位手錶與之牽手散步，兩人正式確立男女關係後開始接送朱幸而放學三人回家 於第19集得知莫宇謙身份後發訊息問候其，但只收到謝謝回覆 於第19集勸導錢莉媛經歷假懷孕一事後好好找一個男朋友 於第19集由於朱嘉炳消沉與其發生溝通問題，與姜煜誠商量此事姜煜誠為其解決 於第19集收到莫宇謙的恐嚇電話和錄製的懺悔錄音，威脅會對她所愛的人不利 於第20集撒謊和錢莉媛一起上班，但結果在出租車上尋回丟失全球定位手錶，經姜煜誠尋回後要求其不再需要保護和冷淡對待其 於第20集在保險公司收到莫宇謙的電話，威脅著不公開承認搶方向盤則對其男朋友或方書文不利 於第20集上診所尋找方書文時聽說診所發生夫妻吵架和霸王硬上弓一事後，站在方書文角度教訓古希晨，後留下筆記要求古希晨好好保護方書文 於第20集出於擔心跟蹤姜煜誠被發現，後因聽說家中漏煤氣緊張過度而暈倒，醒來後發現搞錯崩潰地懺悔，在姜煜誠面前自白七年前車禍是她犯錯所致 於第21集因未找出神秘人而與姜煜誠商量，後姜煜誠公開自己還是其妻子車禍真相在媒體，擔心神秘人知道後會對姜煜誠不利，後探望被襲擊後的姜煜誠時知道神秘人真面目是莫宇謙 於第21集在醫院聽到知道姜煜誠對醒來的姜子優解釋為何當年沒有修理汽車理由 於第21集為幫姜煜誠解釋害死其父親，約見朱嘉炳告訴其自己才是害死朱瀚輝的兇手，知道後不和後帶行李搬離家中認為方樂汶出於內疚和贖罪心理不然早就趕其回上海，但方樂汶回覆其會留其在身邊是當親生兒子看待照顧 於第22集說出與姜煜誠分手理由是其認為每一個其愛的人都會離開其，從這種痛苦站起費很大力不想再嘗試故分手後姜煜誠繼續關照其還把新健身中心員工強積金報單介紹給其當作朋友，後與錢莉媛邀請出席新健身中心開幕活動親眼見到姜煜誠榮陞老闆和搭訕，選擇迴避和拒絕姜煜誠挽回 於第22集被莫宇謙解密朱瀚輝備份箱內發送的方書文與朱瀚輝的床照要脅，以為是偽造照片誣陷無仇無怨的方書文，逼其公開自己搶方向盤不然其妹方書文身敗名裂，後把此事告訴在旁幫助的姜煜誠，看著照片回想起當年懷孕時車房外看到方書文和朱瀚輝有所隱瞞的樣子和車禍發生時朱瀚輝說過方書文勾引和冤枉挑撥姊妹關係的難聽話，印證心中疑惑其與朱瀚輝有過一腿 於第22集與古希晨夫婦見面被其關心莫宇謙仍然流竄一事，看到方書文與古希晨恩愛和其事業得意的樣子，方樂汶心生不快但沒有表現出來，後計劃與朱幸而親子同樂一天，卻被方書文帶到電台節目與朱幸而喜愛的明星吳業坤玩遊戲和試吃零食，指責其不懂照顧朱幸而並發脾氣說起姊妹積怨當年不是照顧其就不會遇到壞男人，後送回家時兩人關係仍緊張 於第22集決定獨自承擔一切，先向錢莉媛辭職保險公司還讓其不要告訴方書文後到差館自首當年車禍提供口供隱瞞自己搶奪方向盤，收到若需要協助調查 於第23集意外被古希晨發現其手機存有方書文與朱瀚輝的床照，並導致古希晨與方書文的夫妻關係惡化 於第23集向方書文查問其與朱瀚輝床照的由來，對方書文的解釋抱著半信半疑的態度使對方感到不滿，後因為古希晨從朱瀚輝的備份箱登錄電郵找到證據而發現自己一直錯怪方書文而向其道歉，但對方並不領情，後方書文在姜煜誠的勸導下終於與其和好 於第24集莫宇謙突然在醫院出現，其跟隨上天台，莫宇謙情緒失控亮刀，揚言要有人死為車禍負責 於第25集發生車禍重傷，後康復 於25集成為姜子優之繼母 參見方家、PASSION 熱火拳會、銘諾保險集團 |
| 盧偉文 | 朱 強  | 好賭，在外欠下高利貸債務 為人貪小便宜，身為長輩不檢點，恃強凌弱，恃著自己為長輩，欺負後輩 陳玉蘭之次子 朱瀚輝之弟 朱玲之兄 方樂汶之叔仔，與其不和 朱嘉炳之叔，與其不和，於第5集打傷其 朱幸而之叔 方紹忠之姻侄子 方書文、古希晨之姻兄 於第4集登場 為分得母親名下的房產而與女友打算搬入朱家一起居住，後於第5集被方樂汶趕走 懷疑當年兄長朱瀚輝駕駛技術好卻與方樂汶一起發生交通意外死亡內情不簡單 於第10集再出場，因心急還債而催促方樂汶賣掉房子分錢，不僅叫上買家看房子而且答應幫忙搬屋 |
| 吳珮如 | 朱 玲  | 阿玲 井祖棠之妻 井智鈞之母 陳玉蘭之幼女 不孝女 朱瀚輝、朱強之妹 已婚，與夫育有一子 方樂汶之姑仔，與其不和 朱嘉炳之姑姐，與其不和 朱幸而之姑姐 方紹忠之姻侄女 方書文、古希晨之姻姊 於第4集登場 |
| 伍慶華 | 井祖棠 | 朱玲之夫 井智鈞之父 陳玉蘭之幼女婿 朱瀚輝、朱強之妹夫 方樂汶之姑爺 朱嘉炳、朱幸而之姑丈 方紹忠之姻侄子 方書文、古希晨之姻兄 於第5集登場 |
| 顧定軒 | 朱嘉炳 | 嘉炳、朱嘉餅（朱幸而專稱）、朱炳、阿炳、Ben、Band 3仔、人頭豬腦（姜子優專稱）、廢柴（姜煜誠專稱）、懵炳、閒人一個（朱嘉炳自稱） 17歲中學生，成績欠佳、問題學生 就讀張景泰紀念中學 會彈吉他，喜歡自彈自唱和帶著吉他四處走，目標是做唱作人 朱瀚輝、段雪瓊之長子 方樂汶之繼子，雖然與其並沒有以母親相稱（以「阿姨」、「Laura」），但與其關係頗佳 與親生母親不和，不想到後父的茶餐廳幫忙 陳玉蘭之長孫子，起初對其弄丟衣物落街厭惡，後來等到其去世後看到其為之新買衣物替補，因此感到後悔 朱強、朱玲之長姪子，與他們不和，於第5集被朱強打傷 方紹忠之繼外孫子 朱幸而同父異母之兄 方書文、古希晨之繼姨甥子，接受方書文零花錢，稱其為「細姨」 姜子優之好友，暗戀其並向外界自稱其男友，於第17集向其告白和送禮物但被其拒絕 莫宇謙之好友兼情敵，嫉妒其被姜子優關心，於第9集經方樂汶安排成為其在家補習老師，於第11集曾直接問莫宇謙姜子優是否其女友得到否認，於第12集向其諮詢意見關於方樂汶是否撒謊 於第8集起接受姜子優幫自己補習文言文，第9集獲其幫自己在考試中作弊考得最高分78分，第10集被同學以錄像文言文作弊對話威脅幫忙數學考試作弊否則上傳網絡曝光二人，後與姜子優一起偷試卷成功但考試後被發現答題照搬，被同學一併告發二人有份後打算獨自承擔後果，後來方樂汶得知情況指責其並被姜煜誠約見罵其「廢柴」，被方樂汶袒護 於第11集因接受學校處分被退學，於第13集經方樂汶與親生母親協商後再給一年在香港找出路，希望參加歌唱比賽出道成為歌手 於第11集從方樂汶的電腦中發現端倪，懷疑當年父親朱瀚輝之死與方樂汶有關 於第12集直接詢問方樂汶觀察其是否心虛小動作，經方書文解釋後和解 於第14集報名參加歌唱比賽表演自彈自唱，打算贏比賽後才通知家人但因比賽不公遭淘汰生悶氣，加上姜子優本應允捧場卻因陪伴莫宇謙「重色輕友」而爽約，對二人生氣，且在離開下樓梯拉扯中令姜子優摔倒扭傷腳，後悔之餘被姜煜誠譴責，回家後看到網上評論批評其長得醜，摔打吉他和獨自哭泣 於第15集通過與姜子優街頭合唱受鼓勵繼續追歌手夢 於第17集收到參加模特兒經紀公司試鏡但陪伴之姜子優反被相中，經紀人認為其長相一般，大眾臉而落選 於第18集因姜子優出道後大受歡迎而意志消沉 於第19集姜子優請吃飯不出席但被其在餐廳外面看到追上，說話時被姜子優的粉絲誤會是其助手而不高興 於第19集與方樂汶發生溝通問題，經姜煜誠勸其堅持夢想後，決定接受入錄音室當學徒，被姜子優經紀人要求買奶茶時自願從跑腿做起 於第20集接朱幸而放學後到樓下吃車仔麵結果吃壞肚子去醫院，後康復但令方樂汶以為與莫宇謙威脅有關 於第21集探望昏迷的姜子優，在病房彈吉他希望其醒來 於第21集在醫院找姜煜誠算賬害死其父親，認為方樂汶為了男人維護就連肚裡另一個孩子害死也不管，方樂汶為其解釋其都是因為姜子優但朱嘉炳沒理會，與方樂汶不和而迴避其幾天後其打電話到錄音室約見被告知殺死朱瀚輝的兇手是其，後帶行李搬離家到錄音室過夜認為方樂汶出於內疚和贖罪心理不然巴不得朱嘉炳回上海，但其回覆留朱嘉炳在身邊是當其親生兒子看待照顧 於第22集看過姜子優看完記者會影片後，與其見面被問到會不會因此生氣回答以當時其年齡太小原諒，繼續與方樂汶不和，因其還記得朱嘉炳在病房彈吉他，最後用莫宇謙英文名字Eden創作歌抹黑莫宇謙哄笑其 於第23集與姜煜誠、姜子優、方樂汶在姜家中吃飯時看新聞感歎沒天理，得知莫宇謙以一百萬現金保釋外出消息 於25集成為姜子優之繼兄 |
| 鄭佑男 | 井智鈞 | 井祖棠、朱玲之子 陳玉蘭之外孫子 朱瀚輝、方樂汶、朱強之外甥子 朱嘉炳之表弟 朱幸而之表哥 方紹忠之姻侄孫子 方書文、古希晨之姻侄子 於第5集登場 |
| 黃芷晴 | 朱幸而 | 幸而、阿妹、隻妹、臭妹（方樂汶專稱） 乖巧聰明，不明白死亡含義，雖然知道自己患病依然積極樂觀，懂得安慰和幫助他人 喜歡跳舞 視於第7集與方樂汶在海洋公園玩時獲得的「翠翠海龜」為寶貝 患有先天性心臟病法洛氏四聯症，不能做劇烈運動，不能吃過量零食或容易上火食物 名字含義是即使母親方樂汶以後遇到再大的困難挫折，也還「幸而有你」 朱瀚輝之次女 方樂汶之女 陳玉蘭之次孫女 朱強、朱玲之次姪女 方紹忠之外孫女 朱嘉炳同父異母之妹，待之如親妹 方書文之姨甥女 喜歡古希晨，認其為「男朋友」，後於13集成為其姨甥女 劉啟陽之病人 譚醫生之從小照顧病人 喜歡男明星吳業坤 撮合方書文、古希晨 於2012年12月21日在大埔優景里的車禍當天出生 本有一孿生弟弟，但出生後夭折 於第14集在餐廳玩耍時看到有小丑扭氣球走開因此迷路失蹤，後被龔嘉豪尋回 於第18集繪畫錢莉媛，稱讚其漂亮並與之玩化妝，激發其母性 於第19集起開始與姜煜誠、方樂汶三人一起放學回家 於第20集放學後與朱嘉炳到樓下吃車仔麵結果吃壞肚子去醫院後康復，但令方樂汶以為莫宇謙威脅有關 於第22集方樂汶在家中向朱幸而坦白朱幸而出生那天後其人生發生很大改變，抱有內疚感，告訴朱幸而其害得朱幸而和朱嘉炳沒了爸爸，朱幸而不怎麼聽懂只是和其擁抱一起 於第22集與方樂汶出門前有病發前兆後方書文帶其上電台節目見吳業坤和玩遊戲，試吃過量熱氣的食物，令方兩姐妹因在錄音棚外吵架不和，節目結束後很開心回家但隔天在家中心臟病發暈倒 於第23集由方樂汶送往嘉護醫院但暫無大礙 第24集曾經在做夢後問朱嘉炳其父親是不是一個壞人，被回覆每個人都有做錯事的時候 於第24集經譚醫生主診，朱幸而照核磁共振成像掃描後勸導方樂汶需要為其動手術，方樂汶起初仍考慮做不做後病情惡化其進入昏迷，藥物無效需要提前動手術，方樂汶被古希晨「白色謊言」手術一定會成功鼓勵以及其情況變得穩定，被譚醫生告訴手術風險的方樂汶最終同意手術，最後手術成功還說其以後可以做適量運動 |

### 古家
| 演員           | 角色   | 備注 |
| 章志文         | 古耀揚 | 衰老豆（古希晨專稱） 歐麗馨之前夫，青年時已與其離婚 古希晨之父 二十五年前虐打兒時古希晨和罵其「白痴」，歐麗馨阻止時連同其一起打 於第15、16集在古希晨回憶中登場 |
| 陳念君（中年） | 歐麗馨 | 馨姐 家庭主婦，因丈夫打兒時古希晨和遭遇家暴而與其離婚，成為單親母親 古希晨之母，獨力撫養其長大，圍繞古希晨為自己的世界思考，了解其起居習慣和性格，擅長讓其聽自己話，平服其不安心情，古希晨之所以成為醫生有最大功勞 方書文之家姑，但發生狀況時袒護古希晨，讓其遷就，於第16集與其和好答應學會放手古希晨，於第17集看到方書文和古希晨參加同學聚會回來後，與方書文晚上聊天提及古希晨小時候的情況，坦白古希晨為了暗戀對象其做出社交改變和閃婚起初吃醋，但更多是高興於是大方地把掌管貴重物品的鑰匙交給方書文，承諾以後若兩人有孩子就願意幫忙撫養，令方書文因此覺得歐麗馨偉大 古曉睿之祖母 居住郊區，是為了保護古希晨搬去少人住的地方，不強迫其去吵鬧和人多的地方 把家務整理井井有條，因此結婚前古希晨從不做家務 七年前為方便照顧姜煜誠父女要求其留下，因此成為二人的包租婆 喜歡小孩，自古希晨大學畢業後就催促其結婚生孩，經常找不同的女生並強迫古希晨與她們相親 迷信傳統送子手段，常燉補品給媳婦方書文養身，後決定讓二人順其自然，並不再強迫方書文生小孩 方紹忠之親家母 針對錢莉媛 於第11集認識方書文，承認其古希晨之女友 於第15集翻看方書文病曆卡得知曾經其換肝，懷疑其是否不能生孩子，導致婆媳關係惡化，後於16集被方書文得知，因為古希晨的爸爸曾經打過古希晨，而其為了保護古希晨而與老公離婚後，方書文主動修補婆媳關係 於第19集安撫受傷方書文，指責古希晨打老婆，告訴方書文古希晨曾經因七年前接生救不活方樂汶一子自疚以及讀婦產專科時不愉快經歷，還勸告古希晨哭泣說其不能逃避面對和躲藏、也不能像其父親一樣發脾氣就打老婆、必須哄回方書文不然會生氣 於第21集點醒古希晨在被崔敏姿糾纏一事上應盡快斬草除根後，必要時找他人作證，於是令夫妻倆和好如初 於第23集告訴古希晨夫妻之間應互相信任 於第24集得知方書文懷孕 |
| 程可為         | 歐麗馨 | 馨姐 家庭主婦，因丈夫打兒時古希晨和遭遇家暴而與其離婚，成為單親母親 古希晨之母，獨力撫養其長大，圍繞古希晨為自己的世界思考，了解其起居習慣和性格，擅長讓其聽自己話，平服其不安心情，古希晨之所以成為醫生有最大功勞 方書文之家姑，但發生狀況時袒護古希晨，讓其遷就，於第16集與其和好答應學會放手古希晨，於第17集看到方書文和古希晨參加同學聚會回來後，與方書文晚上聊天提及古希晨小時候的情況，坦白古希晨為了暗戀對象其做出社交改變和閃婚起初吃醋，但更多是高興於是大方地把掌管貴重物品的鑰匙交給方書文，承諾以後若兩人有孩子就願意幫忙撫養，令方書文因此覺得歐麗馨偉大 古曉睿之祖母 居住郊區，是為了保護古希晨搬去少人住的地方，不強迫其去吵鬧和人多的地方 把家務整理井井有條，因此結婚前古希晨從不做家務 七年前為方便照顧姜煜誠父女要求其留下，因此成為二人的包租婆 喜歡小孩，自古希晨大學畢業後就催促其結婚生孩，經常找不同的女生並強迫古希晨與她們相親 迷信傳統送子手段，常燉補品給媳婦方書文養身，後決定讓二人順其自然，並不再強迫方書文生小孩 方紹忠之親家母 針對錢莉媛 於第11集認識方書文，承認其古希晨之女友 於第15集翻看方書文病曆卡得知曾經其換肝，懷疑其是否不能生孩子，導致婆媳關係惡化，後於16集被方書文得知，因為古希晨的爸爸曾經打過古希晨，而其為了保護古希晨而與老公離婚後，方書文主動修補婆媳關係 於第19集安撫受傷方書文，指責古希晨打老婆，告訴方書文古希晨曾經因七年前接生救不活方樂汶一子自疚以及讀婦產專科時不愉快經歷，還勸告古希晨哭泣說其不能逃避面對和躲藏、也不能像其父親一樣發脾氣就打老婆、必須哄回方書文不然會生氣 於第21集點醒古希晨在被崔敏姿糾纏一事上應盡快斬草除根後，必要時找他人作證，於是令夫妻倆和好如初 於第23集告訴古希晨夫妻之間應互相信任 於第24集得知方書文懷孕 |
| 馬貫東         | 古希晨 | 希晨、阿晨、晨仔、晨哥、晨醫（姜子優專稱）、希晨哥哥／姨丈（朱幸而專稱）、古怪醫生（朱嘉炳專稱）、騎呢怪（錢莉媛專稱） 普通科醫生 三十歲出頭，近視，智商和記憶力比一般人強，不喜歡笑和拍照和適應陌生人，堅持主見容易發脾氣 醫學天才，於第3集提及了解醫院管理條例，於第18集提及了解病理科工作 小學時被同學欺負，感到又生氣又害怕，於是站在門口不肯進去 自閉症患者，表面上看似沒有感情，實際為人細心觀察力強，但不會語言的比喻，對人群聚集、吵鬧感到恐懼，說話直接容易得罪人，緊張時會自顧念讀醫學知識或英文單詞舒緩 喜歡食物中加茄汁，怕搔癢，在家平時看醫學知識書，懂得巴士種類，安撫自閉症小朋友手法，不喜歡狗 歐麗馨之子，因為當年歐麗馨為了疼愛其與父親離婚所以決定保護其聽從其的話，向其諮詢人際關係解決方法，但不喜歡常被其介紹相親對象 有童年受虐陰影，來自兒時被父親打導致，於第16集向方書文提及，於第19集提及討厭其，不想變成其一樣 姜煜誠之好友，七年前在其住院時曾安慰其，姜子優離家出走時安慰其不要找她 與方書文有感情線，在七年前開始與其擁抱令心安並暗戀其，方書文住院期間一直照顧出院後暗中為之打掃屋企衛生，於第11集成為其男友，於第13集前往泰國旅行時閃婚，成為其夫 古曉睿之父 曾為姜子優補習功課，向其諮詢戀愛問題，後勸導其做些有意義的事情於是其陪同朱嘉炳去試鏡 錢莉媛之舊情人，與其不和，於第17集因為方書文對其說愛你因此吃醋，後為朋友並向對方請教與方書文相處的要訣 莫宇謙之主診醫生，於第14集經姜子優介紹看頭痛認識，發現其患亞氏保加症 崔敏姿之追求對象，受其照顧飲食習慣，上家吃飯嫌她吵，不知道她可能喜歡自己，於第12集開始聽從方書文遠離之 朱幸而之小男朋友，由於她是其唯一接生之寶寶重視之，後於第13集成為其姨丈 龔芊芊之好友和救命恩人，每個月都會前去探望其一次，於第18集古希晨不理解其為何離開，方書文向之解釋其是想與男友度過最後的時間 於第1集回憶中七年前為方樂汶按步驟接生龍鳳胎，但其中一子夭折令他感到自責 於第2集提及曾經在產房實習，而懂得婦產專科知識，於第19集歐麗馨提及由於按程序接生方樂汶龍鳳胎卻就不活一子而自疚，開始對進手術室敏感，與同事不和引來投訴，被教授勸退專科，回家後把自己關在房間非常不開心，對報讀專科存有恐懼心理，於第20集方書文答應不再逼其報讀專科 於第7集打電話通知方樂汶，告訴其方書文病情後受其鼓勵追求方書文 於第8集向方書文解釋清楚當初錢莉媛在看病後主動留下聯繫信息，聽從母親歐麗馨找個戀愛實習對象於是嘗試與錢莉媛約會，但過程發覺不合適就在其要求接吻時不慎滾落扶手電梯受傷摔斷腿，探望其時特地在其腿上留言兩人不要再見面而分手 於第10集幫助方樂汶一家搬入方書文家中 於第11集被吳志德割傷手臂及挾為人質，與方書文說服之，最後成功阻止其自殘後住院康復，後與方書文探監吳志德指出其不是之處 於第12集聽說方書文可能只有五年壽命在一起時間不長，於是請假學習彈「人體鋼琴」為之演奏 於第13集在泰國二人旅行時向方書文求婚成功並在當地小教堂閃婚，回港後不擺酒並介紹給歐麗馨作媳婦，因看二人新居過程找不到自己喜歡的最後搬到原郊區歐麗馨住所隔壁 於第14集因睡前找不到其常用指甲鉗來剪指甲對方書文發脾氣，執著找到引起方書文不理解 於第15集開始看護方書文身體狀況讓其少操勞多休息 於第15集向方書文提及其向歐麗馨坦白是方書文不想要孩子 於第15集因看見街邊虐童像小孩子發脾氣不回新居，因此與方書文發生冷戰後和好 於第15集看診過程發現病人波仔患亞氏保加症且身上有被虐打痕跡，提醒和擔心其記得複診 於第15集方書文被歐麗馨揭發隱瞞曾經換肝時嫌兩人吵架吵鬧於是躲回房間聽音樂看書，令方書文感到心痛後出於懲罰自己使其生氣故意與其保持距離 於第16集因為出於擔心波仔發生過虐打遲遲不復診，放假時尋到波仔所住大樓等待但被其母親拒見，與方書文再次尋找時碰到母子回家檢查發現傷痕因此報警，了解真實狀況後回家路上其提及童年發生遭受父親虐打一事，於是兩人和好古希晨搬回新居睡，同時似乎忘記了方書文和歐麗馨曾經吵架一事 於第17集替方書文答應出席其女同學探望班主任Miss Wong的聚會，為此還看了許多兩性和社交關係的書，在聚會上展現微笑技巧但依然被其同學們看做奇怪 於第17集因解釋Miss Wong淋巴瘤病理獲得Miss Wong讚賞逆向思維，雖然曾被Angela為難但方書文為其不做作為由說話反駁，還看出David面上出現的異常疼痛有問題，後想起判斷可能是三叉神經痛需要立即通知其接受檢查 於第17集開始做家務，看學習婚姻相處之道的書 於第17集以為方書文獎勵其與之行房，實質是說進修病理專科一事 於第18集原與方書文約見許醫生商量報讀病理科但因不願意前往於是與其發生吵架，假日只好回到診所結果聽到崔敏姿和王文雅對話，加上崔敏姿誤導，以為被其嫌棄離開診所，到醫院實習才不影響其工作 於第18集與方書文尋找失踪的龔芊芊，根據照片背景找到赤柱碼頭卻只知道她與其男友在一起失去踪跡 於第19集收到訊息聯絡與方書文拜祭龔芊芊，知道Edison就是Eden以及失憶一事同時發現其腿受傷看症，詢問後知道其和車禍相關者一樣收到恐嚇信息意外受傷 於第19集抗拒方書文重提讀病理科與其吵架推其離開結果令其受傷，歐麗馨上前阻止和指責古希晨打老婆，後被歐麗馨哭泣勸告不要學其混蛋父親一樣，必須哄回方書文不然會生氣 於第19集準備禮物和道歉信留給方書文，但因為崔敏姿從中作梗，令夫妻誤會加深，但分開睡時仍會想念方書文 於第20集因答應過歐麗馨未想好哄方書文而不回家在診所工作間過夜兩天，這情況被李天恆投訴和被崔敏姿關心送上新內褲 於第20集吃午餐時崔敏姿執意為之擠茄汁結果弄臟褲襠，打算自己擦拭被崔敏姿勸說脫掉方便就在更衣時時被崔敏姿詢問人品和順勢告白，闖入壓倒其在床上，這一過程被方書文撞見誤會而生氣離開 於第20集等方書文回家後解釋情況，卻被攤牌說生氣是因為其遇到問題只會逃避不會解決，明明警告過崔敏姿對其有意思卻一次又一次給機會 於第20集被方樂汶知道診所發生的事後，教訓其和叮囑要貼身保護方書文但古希晨不太明白 於第20集古希晨在診所時寸步不離地跟隨方書文，不理會普通同事的看法，向其解釋是方樂汶要求後還是非常生氣警告著不要繼續不然會傷害古希晨 於第20集陪同其放假購買化妝品願意付錢，保護陌生人靠近其，想牽手但被提出除非解決好崔敏姿追求一事不然不會和好，後要求保持四尺的安全距離，這一過程被莫宇謙拍攝下來 於第21集親自找崔敏姿要求其不要再插足兩夫妻，但其不聽勸還奪走古希晨眼鏡導致看不清被其親吻（後擦拭）和合拍一張和狗的三人照上傳崔敏姿臉書，後碰到方書文和錢莉媛被轉交眼鏡和親口證實合照，被錢莉媛生氣地踢了一下小腿 於第21集經歐麗馨提點及教導後，召集診所除方書文所有員工，包括放假中的崔敏姿開會，向他們解釋其根本不愛崔敏姿，自己最愛的人只有方書文一人，再要求其調離兩夫妻工作這令崔敏姿感到羞愧離開 於第21集親自到方書文娘家向其溝通道歉已經在診所眾人面前解決問題，發誓而且抱緊和親吻其得到原諒，於是二人和好後其搬回新居 於第21集與姜煜誠揭發莫宇謙就是神秘人，被莫宇謙踢傷上醫院後恢復 於第22集提及把方樂汶一直被莫宇謙騷擾和襲擊一事告訴了方書文，於是其開始改變願意多抽時間陪伴家人，減少看診 於第23集發現方書文早已懷孕 於第24集告訴方樂汶「白色謊言」而令方書文選擇面對風險，後發現方書文的床照而明白同理心 於第25集中在車禍上流血不止，後因自己及時止血而康復，在康復後進修成為心臟科專科醫生 參見逸健醫療中心 角色參考好醫生的主角Shaun Murphy |
| 連詩雅         | 方書文 | 古希晨之暗戀對象，於第11集成為其女友，於第13集前往泰國旅行期間閃婚，成為其妻 歐麗馨之媳婦，於第15集被其揭發隱瞞曾經換肝，導致婆媳關係惡化，後於16集得知自己錯怪了其，並主動與其修補婆媳關係，於第17集被其承認獲得掌管家中貴重物品的鑰匙以信賴 於第25集誕下兒子古曉睿 參見方家、逸健醫療中心 |
|                | 古曉睿 | 古希晨之兒子 歐麗馨之孫子 方樂汶之姨甥 |

### 龔家
| 演員   | 角色   | 備注 |
| 黃嘉樂 | 龔嘉豪 | 龔生、嘉豪、阿豪、豪哥（莫宇谦专称） 富二代／青年才俊 表面上為龔豪芊貿易有限公司的行政總裁，實為演技了得的負債無賴 公司駐足中港、業務涉及東南亞和亞洲，目標每年營業額目標八位數字 投資朋友餐廳，免費贊助拳會活動食物 隱瞞他人上逸健醫療中心精神科看病，患抑鬱症來自七年前被前女友說好幫忙上內地舖關係做生意但被欺騙和抹黑打擊沮喪（於第18集龔芊芊回憶證實），生意倒閉欠下債款後作為條件收到龍秋霞金錢幫助，還為龔芊芊長期治療費 龔芊芊之兄，供養提供其生活必需品，心疼其年紀輕輕卻短命，當初莫宇謙消失好久不來看其，向其撒謊說哪裡都找不到莫宇謙讓其長痛不如短痛 李天恆之病人 Heidi之朋友，但對其不熟悉 林中豹之工作私人會所客戶 與錢莉媛上蛋糕班之學員，被其關注和撮合其與方樂汶 PASSION 熱火拳會之學員，於第15集報名入會，被姜煜誠懷疑行為古怪 與方樂汶有感情線，於第13集在內地相遇，並意外撞跌其手機落水，以前在Heidi酒會見過其但對方忘記之，遞上卡片方便聯絡賠償手機後送她回家，後製造機會追求其，於第15集開始被其懷疑與之受到恐怖訊息有關 於第13集登場 於第14集看精神科時被方樂汶撞見，對他表示體諒且願為其守住秘密而對她萌生好感 於第14集帶飲料上拳會探望方樂汶和眾人，後在餐廳贊助全體食物，成功尋回失踪的朱幸而 於第15集與銘諾保險集團合作上門安排量其員工血壓和諮詢保險 到私人會所賭博，反詐騙討論分享區留名流傳，於第15集提及背後欠債正找人借錢還債，於第16集以為龔芊芊買新標靶藥名義向方樂汶借五十萬元，後支票主動返還方樂汶 於第15集到療養院探望龔芊芊並送上新手提電腦，這一過程被方樂汶看見後其經詢問發現之探望病人是其妹，也是當年車禍現場第三名傷者 於第16集被方樂汶質問恐嚇訊息是否與其有關，同時他與龔芊芊關係被公開 於第16集警告姜煜誠不要騷擾方樂汶，後被其跟踪至私人會所進行賭博和調查得知是騙子自己解釋是被抹黑，看見方樂汶和姜煜誠被強酸彈襲擊但表示與其無關，並在該集起突然失蹤 於第21集提及曾被莫宇謙找上並收其支票還債，條件是龔嘉豪失踪和交付龔芊芊給其照顧 於第23集現身提及收到酒店撿到龔芊芊遺落手機，先質問被拘留中的莫宇謙當初竟然找其當襲擊方樂汶的替死鬼后被莫宇謙爆出先收了龍秋霞的錢騙龔芊芊哪裡都找不到莫宇謙好令兩人分手，後讓其查看龔芊芊最後留言影像想起自己才是害死龔芊芊罪魁禍首 |
| 王卓淇 | 龔芊芊 | 芊芊、Camilla 富二代 鼻咽癌症二期病人，但病情方面已擴散到骨頭，現居住於療養院，需要注射止痛劑維生 出生日期1993年2月14日（於第23集古希晨打字推測） 七年前是一位讀設計專業大學生，學習時間打網絡遊戲時（因為對方打的好）而結識莫宇謙，因為當時龔嘉豪忙著在內地搞生意於是幾天時間都與莫宇謙在網吧相約打遊戲加深認識，後來兩人相約赤柱碼頭確定男女關係 車禍發生前莫宇謙送其一隻手鐲，兩人重逢後再為其戴上 趁著龔嘉豪不在香港借其摩托車兩人外出兜風，由莫宇謙提議開摩托車載其駕駛因超速超越蔡敏蕙汽車而變得樂極忘形因此後來一起發生車禍，但莫龍秋霞把莫宇謙帶回加拿大用了許多不同方法盡量不要記起來這件事 於2012年12月21日在大埔優景里的莫宇謙駕駛摩托車超速過蔡敏蕙汽車樂極忘形後同行，但由於蔡敏蕙汽車需迴避前面朱夫妻汽車爭其道迫使連人帶摩托車駛向摔落山坡草叢受傷，加上沒有路過的方書文及時救助導致左手左腳癱瘓，左眼側有米字傷疤需終日坐輪椅 論壇賬戶名Edison51020，賬戶關注者一直是Edison（即改名為Eden的莫宇謙），七年間沒想過找別的男友 當初車禍進醫院後奇怪莫宇謙不來看其，擔心哪裡出事但被收龍秋霞錢的龔嘉豪欺騙找不到莫宇謙 因為莫宇謙的母親不允許之求學時談戀愛於是其上傳社交軟件的個人認證裡都只有自己一人和風景照合照 龔嘉豪之妹，供養提供其生活必需品，被其心疼年紀輕輕卻生命短暫 莫宇謙之失聯女友，對其長情和思念，並於第17集在隱瞞古希晨和療養院的醫護人員下二人重逢並復合，在其幫助下收拾日常物品出院 與古希晨於六年前嘉護醫院內相識，當初試圖自殺被其制止，後與其成為好友，後每個月探望之一次，當年車禍現場第三個傷者就是她一事沒告訴古希晨因此其不知情 於第13集登場 於第13集提及一直在尋找失聯男友Edison（其實是已改名為Eden的莫宇謙），並提供莫龍秋霞（莫宇謙之母）的照片讓古希晨與方書文幫忙一同尋找 於第13集聽說古希晨與方書文相識過程後，在網上搜索七年前車禍新聞記起方書文見死不救，回覆討論貼並心生怨恨 於第15集對與古希晨一同探望其之方書文態度嫌惡，後單獨見面時當面指責方書文在七年前車禍中偏私地沒有救她 於第16集向方書文提及自己還想與男友Edison再見 於第17集讓方書文為其化妝，因久違多年化妝扮靚而與之和好 於第18集與莫宇謙重逢後先去了赤柱碼頭（即是他們倆當年定情地點），感覺兩人雖然經過七年但還是沒變化，後來留下一張拍到兩人背影的攝影照再與其男友度過最後的時間，因此古希晨和方書文無從得知下落和其真實身份 於第18集兩人花費幾天在香港四處觀光後，看到沙灘上拍婚紗照的新人下，莫宇謙拿出戒指向其求婚，並在酒店裡辦了一場沒有觀眾的小型婚禮，在其換上白色婚紗和化妝後，不依靠輪椅而是打算靠自己的力量完成行禮，但是進行到一半時已經流鼻血，後來更倒下死去，令莫宇謙非常心痛，更執意為之戴上戒指才結束婚事 於第19集提及身後事由莫宇謙安排，以及通知方書文及古希晨一同拜祭其 於第21集在莫宇謙的回憶中提及含淚在療養院再見男友場景 於第23集提及因莫宇謙忘卻車禍時細節和希望其不要繼續向方書文和方樂汶復仇，於是留下說出當初車禍真相錄像，初衷希望其可以忘記七年前發生過錯，原諒自己和好好生活 |

### 莫家
| 演員   | 角色   | 備注 |
|        | 莫爾衡 | 隱形富豪、有錢阿爸 退休高官 常居加拿大，甚少返港 莫宇謙之父 龍秋霞之夫 於第13集方書文及古希晨對話中提及全家早前已移民加拿大，且為人低調 於第23集提及當時龔芊芊車禍進醫院後，其不同意龔芊芊作為莫宇謙女朋友，於是通過龍秋霞向龔嘉豪送了一筆錢不僅為還債還作為龔芊芊長期治療費令他們分手，得知莫宇謙在港鬧大後很生氣，龍秋霞正負責勸其 |
| 劉桂芳 | 龍秋霞 | 莫太 常居加拿大，甚少返港 莫爾衡之妻 莫宇謙之母，疼愛和聽從其說話 慈善機構主席之友 不允許莫宇謙在香港求學時談戀愛 於第13集被龔芊芊提供照片向古希晨與方書文要尋找失聯男友之母 於第13集出現照片，第19集正式登場 於第13集方書文及古希晨對話中提及全家早前已移民加拿大，且為人低調，返港只為參加慈善晚宴 於第17集在莫宇謙與龔芊芊對話中提及七年前車禍後帶其兒子莫宇謙回加拿大用了許多不同方法盡量不要記起來這件事 於第19集提及當年接走莫宇謙回加拿大後為之更改身份作Eden，後出現負責送腳受傷的莫宇謙離開不久後一起回加拿大 於第23集提及當年車禍發生後，求龔嘉豪幫忙收下一筆錢讓其騙龔芊芊哪裡都找不到莫宇謙令他們分手，後向莫宇謙解釋這都為不讓莫宇謙想起以前的事和做傻事正與其律師團隊商量，被莫宇謙要求想盡辦法都要保釋外出，最終以支付一百萬現金保釋外出 |
| 李任燊 | 莫宇謙 | Edison→Eden、宇謙、阿謙、大少爺（龔嘉豪專稱） 神秘人 莫爾衡、龍秋霞之子 自僱電腦專才，受過良好教育背景，隱形富豪之子 拳會學生，入會受到錢莉媛影響（實質是自己記憶恢復趨使為接近姜煜誠），受錢莉媛關注 從加拿大回港 表面上是好人，其實回來報仇的，是一位有很多疑點的人 放假到嘉護醫院做義工，來自當初幫助他的某位醫生讓他康復後多幫助他人（口述懷疑是跟蹤，後實證只為靠近在拳會初見面後方樂汶打好關係） 患頭痛，需要服止痛藥，來自於2012年12月21日龔芊芊趁龔嘉豪不在香港借其摩托車兩人外出兜風，原本是龔芊芊開車但提議自己來開拉風，結果就讓莫宇謙駕駛載龔芊芊在大埔優景里的超速超越蔡敏蕙的汽車表現樂極忘形後並行，由於蔡敏蕙要迴避前面朱夫妻車輛爭其道迫使連人帶摩托車駛向摔落山坡草叢頭部撞擊留下後遺症 於第4集頭痛發作時（也是安排的一環）在街上受方樂汶協助還讓其為之找辦公場所於是兩人成為好友 工作時戴眼鏡，擺出一副專心致志的樣子，擅長解密操作 在公共辦公室工作，有時忙碌案前工作近一天，常攜帶使用一部手提電腦 於第18集龔芊芊回憶提及其網絡遊戲打的好因此受其吸引 車禍發生前送龔芊芊一隻手鐲，兩人重逢後再幫其戴上 擁有和會駕駛一部三輪越野車／摩托車，曾載姜子優兜風因此姜子優受其吸引 真正身份是龔芊芊之失聯男友Edison，但因失憶而忘記車禍的細節和女友存在，直至於第17集重逢並復合 古希晨之病人，於第14集經姜子優介紹至診所看頭痛認識，抗拒接受其檢查同時發現其患亞氏保加症，於第17集與龔芊芊一起隱瞞其兩人重逢複合一事和準備離開 與姜子優有感情線，並為其暗戀對象，於第17集找上來聊心事還被其告白，以其應該長大獨立處理和從頭到尾當妹妹為由拒絕其，最重要的是心裡已經有前女友（龔芊芊）其無法超越，於第21集再見其卻把其推落樓梯爭取逃脫時間 兩人接吻於第17集姜子優的回憶裡出現，莫宇謙在姜家做客時希望聽到更多關於其父母的事，還有了解關於其的事情主動親觸碰其嘴唇，事後莫宇謙解釋只是當時耍她和欺騙她 受姜煜誠與拳會教練留意的對象 朱嘉炳之好友兼情敵，被其嫉妒，於第9集經方樂汶請求開始為朱嘉炳在家補習，於第12集與朱嘉炳商量方樂汶是否撒謊 於第3集上拳會報名初登場 於第10集幫方樂汶一家搬屋 於第11集上方書文家中為方樂汶修電腦 於第13集方書文及古希晨對話中提及全家早前已移民 於第13集提供兼職給朱嘉炳和姜子優 於第14集知道方樂汶收到惡作劇訊息與其談及是否得罪過人 於第14集幫忙拍攝記錄拳會太太班活動，幫手尋找失踪朱幸而 於第15集造客姜家探望扭傷腳的姜子優，但這一事被姜子優隱瞞姜煜誠 於第15集向姜煜誠遞交剪輯後活動影像，諮詢相熟修理機車車間，為方樂汶代購兒童用全球定位系統定位手錶 於第15集得知姜煜誠曾為保險賠償害死其妻子 於第16集下樓看情況提醒姜煜誠等人要上課 於第17集上網預訂酒店，與女友龔芊芊出行觀光準備度過其最後的時間 於第17集與龔芊芊重逢並複合，向其道歉關係自己忘記存在多年的女友，因當年車禍後被龍秋霞帶回加拿大，並用了許多不同方法盡量讓其不要記起來這件事，直至回港後最近慢慢想起來而且有龔嘉豪的幫助，為其收拾日常物品離開了療養院 於第18集與龔芊芊首先重遊當年定情地點赤柱碼頭，答應以後無論其想去哪裡都會願意陪其去，不會再與之分開後來留下一張拍到兩人背影的攝影照再與其留在香港觀光數天度過 於第18集因為龔芊芊看到沙灘上拍婚紗照的新人有所感觸，於是拿出戒指向其求婚，兩人就在酒店裡辦了一場沒有觀眾的小型婚禮，為其準備了白色婚紗，自己換上正式禮服後感慨辦得倉促不夠圓滿，但是龔芊芊表示已經心滿意足，更依靠自己的力量走完行禮，可是其沒走到一半已經不適倒下，莫宇謙抱著其虛弱的身體非常難過，手指已經動不了（在她可能已經死亡）下還是最後為之戴上戒指完成了婚禮 於第19集為龔芊芊辦理身後事，發訊息聯繫古希晨夫婦一起拜祭龔芊芊，認為七年間自己辜負了其以及解釋恢復記憶是因為在拳會時見到龔嘉豪想起零散的記憶，經追問才完全想起龔芊芊，當初會報名姜煜誠所在拳會完全是看了網上拳會宣傳影片和自己想做運動而報名，提及現在自己也聯繫不到龔嘉豪 在第19集提及在車禍後接回加拿大後更改身份訊息由Edison改名為Eden，並同樣收到恐嚇信息但不管，最近被鐵籠車襲擊傷腳需要拄拐杖因此暫時洗脫嫌疑 於第19集提及自己不久後回去加拿大，現由龍秋霞接送出入 於第21集被姜煜誠和古希晨揭發真實身份就是一直發恐嚇訊息威脅方樂汶的神秘人，被古希晨揭發偽造受傷事實，趁夜裡姜煜誠買醉後換上黑衣帽用球棍襲擊其，但反被其製服，掙脫踢傷古希晨，逃走過程中遇到說拒絕告白後姜子優，推倒其落樓梯導致受傷爭取逃走時間 於第21集襲擊失敗後被警察搜尋需要迴避，感嘆不能為龔芊芊那天意外的仇以及以看著戒指回憶復仇計劃如何開始包括於第1集撞車糾紛裡面在場跌倒導致記憶開始恢復，到拳會報名見到方樂汶後製造機會結識，到網上發帖提問七年前車禍真兇另有其人，於第13集曾經遠處觀望其準備回內地，趁上門為方樂汶修電腦備份其資料，開始發送恐嚇訊息以及把恐嚇訊息電話號碼轉給姜煜誠令方樂汶產生誤會，還有重遇龔嘉豪（於16集下樓看情況得知）後出現因為撞擊頭部太晚想起和到療養院找到龔芊芊場景，錄下方樂汶在朱瀚輝墓前懺悔話語後離開後在停車場投擲強酸彈襲擊姜煜誠和方樂汶，與龔嘉豪交易幾十萬支票條件是讓其失踪好當襲擊方樂汶的替死鬼和交付龔芊芊照顧以及後來通過變聲與方樂汶直接通話揚言傷害其最愛的人，推鐵籠車令方樂汶受傷，困住姜煜誠二人在偏僻廠房和放火，通過監控鏡頭知道失敗，最後在照片牆前鎖定方書文和朱瀚輝親密照計劃再出手威脅（於第22集通過備份方樂汶電腦數據找到朱瀚輝備份箱上有登錄電郵和通過解密找到） 於第22集通過網上新聞看到姜煜誠榮陞健身中心老闆心生不公，但礙於警察在場不能做什麼，離開時戴著頭盔與姜煜誠對視 於第22集回到藏匿處通過解密朱瀚輝備份箱發現收藏著朱瀚輝和很多名女性親密照，告訴並發送其中方書文與朱瀚輝的親密床照打電話要脅方樂汶，認為只是其分手不夠要求不要讓任何人得到幸福，若其不公開自己搶方向盤一事就讓方書文身敗名裂最後其選擇辭職到警局自首，說完這些就把自己打電話用的太空卡扔掉離開，使便衣警察找不到其 於第22集騎摩托車偷襲姜煜誠但不成功以為擺脫，於第23集因姜煜誠開車追與便衣警察聯手包抄其摩托車而其被抓捕拘留警局，與龔嘉豪見面後由龍秋霞支付一百萬現金保釋外出 於第23集警局拘留期間被龔嘉豪拿著龔芊芊臨終前錄下影像質問誰更卑鄙，雖然自己言之確鑿愛龔芊芊一生一世但看完影像大受打擊 於第24集趁朱幸而照核磁共振成像掃描期間放下恐嚇卡片，後被姜煜誠找上算賬表示與其無關，掉下錢包被姜煜誠撿到並被裝下追踪器得以掌握其行踪 於第24集得悉七年前意外的真相後在赤柱碼頭白天買醉 於第24集突然在嘉護醫院出現方樂汶發現跟隨上天台，其情緒失控亮刀被方樂汶自衛術掙脫，揚言要有人死事情才會結束後打算自殺，被趕到的姜煜誠阻止後勸自首才對，後告知二人因龔芊芊的生前錄下遺言，發現了七年前意外的起因是自己貪玩超蔡敏蕙車，一時樂極忘形，鑄成大錯，期後激動地逃離醫院，並搶走劉啟陽汽車上載著懷孕的方書文 於第25集被方書文苦勸珍惜生命，後與姜煜誠駕駛汽車發生相撞並爆炸，其更因此而受重傷，最後獲方書文及時替其急救而生還 參見PASSION 熱火拳會 |

### PASSION 熱火拳會
| 演員           | 角色   | 備注 |
| 林文龍         | 姜煜誠 | 姜師傅、老姜、姜Sir 泰拳會老闆／合夥人／股東之一／教練 趙世杰、林中豹之同門師兄弟兼合夥人 於第9集與趙展鋒受邀到瑪德琳女子中學教授自衛術 於第13集與趙世杰因拳會經營理念不合起矛盾 於第14集因擂台問題與趙世杰起爭執，其於是挑起一分鐘擂台比試，出拳阻止其贏下比試引起趙世杰和趙展鋒不和，後發起組織太太班拳會活動，期間幫忙尋找失踪朱幸而 於第15集被邱海燕遊說買下連他們一份拳會股份，於第19集因趙展鋒出面與之見面，打算預付一半購下其股份後其回心轉意，打消賣股份決定與之和好 於第17集提及與邱海燕商量把擂台換成活動式，於第18集已更換 於第22集被投資商龍先生看中其好爸爸的形象，願意達成交易不僅注資熱火拳會並與趙世杰受邀擔任新健身中心經營者和老闆 參見蔡家／姜家 |
| 劉天龍         | 林中豹 | 阿豹 合夥人／股東之一，對拳會生意不滿 趙世杰、姜煜誠之同門師兄弟，後因拳會拆夥決裂不和 於第3集已退出拳會股東 現為私人會所保安經理，拳會拆夥後仍與姜煜誠關係良好 與私人會所之客人龔嘉豪相熟 於第16集接納姜煜誠進入私人會所跟踪龔嘉豪 |
| 董敬文（少年） | 趙世   | 阿、哥、叔叔 泰拳會老闆／合夥人／股東之一 姜煜誠、林中豹之同門師兄弟，後因林中豹拆夥與其不和 為人守舊自尊心強，不接受潮流攬客方式，看重嚴格訓練和為拳會贏比賽獲取名聲，討厭為主婦開班掙錢 邱海燕之夫 趙展鋒之父 錢莉媛之家丈 於第8集為文錡、趙展鋒報名拳賽，引起兒子趙展鋒不滿 於第13集因拳會經營理念與姜煜誠意見不合起矛盾 於第14集因不滿擂台問題與姜煜誠起爭執，提出一分鐘擂台上比試但未能擊倒其，自尊心受損願賭服輸不再管拳會經營安排 於第15集因好賭致被債主打送往醫院，拳會眾人探望時依然生氣姜煜誠 於第15集提及本想通過賭博贏取全部買下拳會股份資本結果輸錢，現在天天在家生悶氣，不想與姜煜誠會面通過邱海燕遊說姜煜誠買下連他們一份拳會股份，打算在別處另起爐灶 於第19集因趙展鋒引導，與姜煜誠上天台聊往事聽說了其把擂台換成活動式而不是拆了，道歉自己當初聽錯拒收其支票回心轉意不賣股份，於是與之和好 於第21集配姜煜誠在酒吧買醉，關心其 於第22集因姜煜誠被投資商龍先生看中其好爸爸的形象，不僅注資熱火拳會並與其受邀擔任新健身中心經營者和老闆 |
| 冼灝英         | 趙世   | 阿、哥、叔叔 泰拳會老闆／合夥人／股東之一 姜煜誠、林中豹之同門師兄弟，後因林中豹拆夥與其不和 為人守舊自尊心強，不接受潮流攬客方式，看重嚴格訓練和為拳會贏比賽獲取名聲，討厭為主婦開班掙錢 邱海燕之夫 趙展鋒之父 錢莉媛之家丈 於第8集為文錡、趙展鋒報名拳賽，引起兒子趙展鋒不滿 於第13集因拳會經營理念與姜煜誠意見不合起矛盾 於第14集因不滿擂台問題與姜煜誠起爭執，提出一分鐘擂台上比試但未能擊倒其，自尊心受損願賭服輸不再管拳會經營安排 於第15集因好賭致被債主打送往醫院，拳會眾人探望時依然生氣姜煜誠 於第15集提及本想通過賭博贏取全部買下拳會股份資本結果輸錢，現在天天在家生悶氣，不想與姜煜誠會面通過邱海燕遊說姜煜誠買下連他們一份拳會股份，打算在別處另起爐灶 於第19集因趙展鋒引導，與姜煜誠上天台聊往事聽說了其把擂台換成活動式而不是拆了，道歉自己當初聽錯拒收其支票回心轉意不賣股份，於是與之和好 於第21集配姜煜誠在酒吧買醉，關心其 於第22集因姜煜誠被投資商龍先生看中其好爸爸的形象，不僅注資熱火拳會並與其受邀擔任新健身中心經營者和老闆 |
| 溫裕紅         | 邱海燕 | 阿燕、燕姐 拳會接待員 趙世杰之妻 趙展鋒之母，疼愛其 錢莉媛之家姑 調和趙世杰與姜煜誠、林中豹矛盾 於第14集提醒姜煜誠龔嘉豪追求方樂汶，撮合姜煜誠和方樂汶 於第15集遊說姜煜誠買下連他們一份拳會股份 於第17集回到在拳會做接待員 於第17集提及與姜煜誠商量把擂台換成活動式，於第18集已更換 於第21集看娛樂新聞後知道姜家出事上拳會時碰到姜子優告訴其姜煜誠當年不修車是因為其，但詳細原因沒講 |
| 李日昇         | 趙展鋒 | 阿鋒、鋒哥、趙Sir、衰仔鋒 教練 銘諾保險集團保險代理新人（第15集起） 口不擇言，性格不成熟，處男 趙世杰之子，於第8集因其擅自為之報名拳賽，與之不和後不配合訓練 邱海燕之子 與姜子優自幼一起長大，於第21集與之商量被錢莉媛分手後對策，希望挽回 於第9集與姜煜誠受邀到瑪德琳女子中學教授自衛術 於第13集比賽狀態不佳，姜煜誠為避免其留下陰影主動為之拋毛巾棄權而輸比賽 於第14集因趙世杰與姜煜誠一分鐘比試後落敗自尊心受損，維護趙世杰於是和姜煜誠不和，於第19集為姜煜誠引見趙世杰而與其和好 於第15集辭職教練 參見銘諾保險集團 |
| 蘇皓兒         | 姜子優 | Yoyo 參見蔡家／姜家 |
| 孟希璘         | 文錡   | 錡錡 女性拳擊手／兼職助教／拳會接待員（第15集起） 拳擊有天分有熱誠 於第8集報名參加女子拳賽 於第13集贏比賽，趙世杰打算培養其成為拳會招牌女拳王，但因父親受傷需要找全職工作不能專注拳擊 於第14集參與拳會太太班活動，幫忙尋找失踪朱幸而 於第15集轉為拳會接待員全職 於第18集重新投入拳擊訓練 於第22集在新健身中心開幕活動招待來客 |
| 黃翠如         | 方樂汶 | Laura、樂汶 拳會學生 參見方家、朱家、銘諾保險集團 |
| 陳自瑤         | 錢莉媛 | Sabrina 拳會學生 參見銘諾保險集團 |
| 李任燊         | 莫宇謙 | Eden、阿謙、Edison 拳會學生 參見莫家 |
| 邱 晴          |        | 學員 |
| 陳靜堯         |        | 學員 |
| 黃凱琪         |        | 學員 |

### 銘諾保險集團（Trusty Life Insurance）
| 演員   | 角色   | 暱稱／備註 |
| 蒲 進  |        | 老闆 錢莉媛之上司（第2集） |
| 陳自瑤 | 錢莉媛 | 錢小姐、Sabrina、Baby（方書文專稱） 高層，行業經驗豐富，擅長挖掘和帶領下屬 常出埠外地，收送禮物 父母移民澳洲，有時回去探親 活在當下性格，情場高手，常約會不同男伴，醉後興致會一夜情和使用酒店避孕套，喜歡小鮮肉及同性愛 逃避結婚和責任因此高齡仍然選擇單身 一向不喜歡小孩（朱幸而除外），認為玩別人的孩子和自己生一個是兩回事 表面上大大咧咧，沒有實際堅強 遇到傷心的事情，睡一晚上就會好起來 方樂汶之帶其入行上司兼好姊妹 方書文之舊同學兼從小一起長大唯一好姊妹，並為其病人與第15集提及患水囊需定期復檢，於第19集為其主診醫生為其檢查發現其不是正常懷孕而是患葡萄胎，屬畸胎需為其安排手術切除 古希晨之舊情人，與其不和 被歐麗馨針對 劉啟陽之追求對象 趙展鋒之上司（第15集起），與趙展鋒有感情線，起初與其不和，後入以新人入職銘諾保險集團時接受其指點教導，後與之醉後發生一夜情，於第19集被其勇於承擔責任承認陪同產檢，最後為其女友 Heidi之友，曾拜託其告知龔嘉豪背景但其不熟悉 與龔嘉豪上蛋糕班之學員，受其留意 撮合方樂汶和姜煜誠 撮合方樂汶和龔嘉豪 於第8集交代在多年前因患流感在看病時認識古希晨並誤會其先對自己有好感，但約會期間不慎摔斷腿最後還被其先說分手因此憎恨其 第12集知道方書文和古希晨成為情侶，開始承認兩人，於第15集提議傳授方書文如何同古希晨交功課，於第17集與方書文喝酒聊天，嫌古希晨礙事和因說愛而吃醋，於第20集得知方書文因為古希晨導致受傷感到生氣 於第15集與豪芊貿易有限公司合作上門安排量員工血壓和諮詢保險 於第17集方樂汶提及領到小組在公司週年宴會上獲獎 於第17集被方書文懷疑懷孕，後出現懷孕徵兆，沒想過意外懷孕以及暗示與趙展鋒有關，驗孕後與方書文提問是否涉及侵犯不然打算終止懷孕 於第18集證實懷孕兩週，打算與趙展鋒商量但認為其不成熟，於是告訴方書文和方樂汶二人經手人和如何發生，引發方兩姊妹吵架，本想再爭取一名醫生的同意最後因照顧朱幸而玩化妝母性大發，被方樂汶勸導後在懷康醫院打消終止懷孕 於第19集知道是畸胎後大吃一頓，但轉過頭在廁所哭泣思念寶寶，被方兩姐妹安慰，手術後恢復身體，假期結束重新投入工作，被方樂汶勸告以後好好找一個男朋友 於第20集被方樂汶利用撒謊陪同上班擺脫姜煜誠，後被姜煜誠得知事實，後就此事詢問得知方樂汶繼續收到騷擾訊息為方樂汶與姜煜誠關係煩惱 於第20集與方書文慶祝擺脫趙展鋒一事時高興但發現其受傷，知道其與古希晨吵架再加上煩惱方樂汶一事後心情變差 於第21集與方書文看到崔敏姿上傳合照而感到惱火不知廉恥，後其當面挑釁兩人認為需要送上兩巴掌但被方書文以其他同事在場不要搞大阻止，後見到古希晨形容其目中無人，踢其小腿一腳並放話說不解決會死的很慘 於第22集因方樂汶完成龍先生健身中心員工強積金大訂單，受邀一起出席開幕活動以為方樂汶榮升老闆娘因此得到關照後方樂汶解釋只是朋友關係，不會干涉其 於第22集因方樂汶計劃到差館自首向其送上辭職信還讓其不要告訴方書文，但其不理解先當作沒收到處理 口頭禪：嗰個XXX，真係/竟然XXXXX嘅姐、啊，你真係XXXX嘅喎 參見PASSION 熱火拳會 |
| 黃翠如 | 方樂汶 | Laura、樂汶、Laura姐（趙展鋒專稱） 保險代理 錢莉媛之帶之入行下屬兼好友 趙展鋒之上司，介紹其入行（第15集起） 於第17集提及跟隨錢莉媛小組上台在公司宴會上獲獎 參見方家、朱家、PASSION 熱火拳會 |
| 李日昇 | 趙展鋒 | 阿鋒、爆肌小鮮肉／肌肉仔（錢莉媛專稱） 保險代理新人（第15集起） 於第15集經方樂汶介紹，接受培訓轉行到銘諾保險集團保險公司就職，成為方樂汶，錢莉媛的下屬 與錢莉媛有感情線，起初與其不和後轉行入職銘諾保險集團作為保險代理新人，記不住保險條例時接受其指點教導，在一次其約好男伴不能一起看演唱會結果找到趙展鋒陪伴看完後感覺良好於是相約喝酒，醉後為了報答其邀約於是到酒店開房導致其懷孕 由於是第一次就當爸爸，於第18集被其會後指名留下告知時不懂回答令其憤怒，打算終止懷孕 於第19集勇於承擔父親責任，打算找父母幫忙支助和照顧也要得到承認，陪同錢莉媛接受產檢後告知患得不是寶寶而是葡萄胎，後被錢莉媛要求暫時不要找其 於第20集詢問錢莉媛彼此關係得到回復同事關係，但不想就這樣沒事還擔憂其會不會因為寶寶沒了患抑鬱，後被錢莉媛擺脫 於第21集與姜子優在拳會商量如何追求上司錢莉媛，認為其與其他認識的女生很不同，希望挽回 參見PASSION 熱火拳會 |
| 彭翔翎 | Cindy  | 錢莉媛之下屬（第2、15、18、20集） |
| 陳嘉慧 | Abby   | 錢莉媛之下屬（第15－16、18－19集） |
| 秦啟維 | 蕭騰屢 | 阿蕭 錢莉媛之下屬 趙展鋒之同事 模型迷（第18集） |
| 焦浩軒 | 俊     | 男員工（第15集） |
| 鄧美欣 | 婷     | 女員工（第15集） |

### 逸健醫療中心－SUPERLATIVE
| 演員   | 角色   | 備注 |
| 鍾志光 | 李天恆 | 老大、李醫生 執行醫務總監 精神科醫生 龔嘉豪之主診醫生 於第17集醫生會議中感嘆診所聚集如此多有個性的醫生 於第20集經方書文投訴古希晨在診所過夜兩天有損形象 於第20集決定崔敏姿放假後調其為自己助手 於第21集以調查護士工作情況為由約見崔敏姿和潘月華於餐廳，後旁觀崔敏姿挑釁方書文和錢莉媛 |
| 馬貫東 | 古希晨 | 古醫生 普通科醫生 曾在土瓜灣區的逸健醫療中心工作四年五十三天，後於第1集因那間診所停業，受李天恆邀請調去這間診所 最初對新診所同事一些行為提出意見，後來重遇方書文並展開追求，後因崔敏姿照顧其飲食開始被診所同事討論，不明白其喜歡，與方書文交往後開始懂得與其他女性同事保持距離，閃婚後看護其上班時身體狀態，後來發生崔敏姿插足古希晨夫妻一事，這事情被診所其他同事議論但古希晨無視普通同事看法，後採取寸步不離保護方書文，為了收拾爛攤子和哄回方書文，古希晨決定召集包括崔敏姿在內的普通同事開會解釋其不愛崔敏姿，要求遠離兩夫妻工作，崔敏姿感到羞愧離開問題得以解決 七年前曾在嘉護醫院實習，於第7集提及在那裡結識姜煜誠父女 於第4集因為要幫方書文撤銷控告，提出交換條件到懷康醫院上夜診 為照顧生病的方書文，經常請假早走上醫院，於第8集被李天恆投訴 於第12集向診所請假一星期，期間與方書文去泰國旅行和閃婚 於第20集被李天恆投訴不回家在診所留夜有損形象，後在診所被崔敏姿霸王硬上弓和方書文撞破一事後寸步不離被普通同事議論但其不在意 參見古家 |
| 連詩雅 | 方書文 | 方醫生 婦產科醫生 待人要求高且追求完美，與診所同事關係一般，受到懷孕太太歡迎上門診所 與劉啟陽有電話聯繫，認為劉啟陽適合方樂汶撮合兩人安排相親，但失敗 於第2集被院方投訴被在未獲其同意下挪用產房為病人接生，被李天恆催促道歉但不肯 於第4集在古希晨協助下令院方撤銷對其之控訴 於第6集起因肝炎病發入院，後需接受換肝手術，而暫時休假 於第8集交代由黃兆雲暫替其職位和病人 於第14集結束病假開始回到診所崗位，被李天恆和劉啟陽關心，調回崔敏姿做自己助手 於第17集因媽媽討論區上有迷信的網民聲稱經有亞氏保加症的丈夫的方書文看診後，寶寶也會患上亞氏保加症，導致客戶看診數量開始減少但是方書文不以為然更公開表示這是歧視 於第20集因夫妻吵架第三者插足一事被診所同事議論，需要為古希晨收拾爛攤子後因古希晨寸步不離無視情況生氣請假半天說和好條件 參見方家 |
| 麥皓兒 | 崔敏姿 | 崔姑娘、蚊滋、蚊蟲鼠蟻（方書文專稱）、阿姐／綠茶婊／綠茶妖（錢莉媛專稱） 護士 工作態度細心周到、有耐性，古希晨給予其工作有很高評價 常贈送食物、湯水討好工作同事 有男友但常吵架不滿，養狗和疼愛其 方書文之助手兼情敵兼死敌，被錢莉媛針對 痴戀古希晨，照顧其飲食習慣，與其有感情線，但在古希晨與方書文情訂終身後感到失落並嫉妒兩人，後來更試圖找機會離間古希晨與方書文的關係，嘗試突擊告白古希晨後仍然堅稱追求真愛 於第8集探望方書文，提醒其不要傷害古希晨 於第9集主動要求與王文雅調職成為古希晨助手，後主動討好歐麗馨 於第10集入古希晨家中做客兼展示廚藝，得歐麗馨歡心 於第11集看見方書文和古希晨抱在一起後選擇離開 於第12集與古希晨商量辭職一事，但其不理解，於是被帶到方書文和錢莉媛面前說服，及後打消辭職念頭做古希晨背後的第二個女人，最後被方書文教導的古希晨遠離之 於第14集被方書文調離古希晨身邊做回其助手 於第15集偷聽得知方書文和古希晨曾經鬧彆扭 於第16集放假巧遇古希晨為之截的士，表達好感但被其保持距離 於第18集與王文雅討論方書文為人高要求，不是真心認為古希晨不影響其工作而為報讀病理科吵架，這一對話被古希晨聽到，然後對古希晨解釋後加深古希晨對方書文誤會同時說可以找其傾訴 於第19集從中作梗，把古希晨準備給方書文的禮物和道歉信丟進垃圾桶，令夫妻誤會加深 於第20集向古希晨送上替換內褲關懷表示支持，後在茶水間和王文雅議論古希晨為人有主見而方書文有公主病難照顧，兩人在一起不適合被方書文聽到 於第20集為幫古希晨擠茄汁到午餐結果弄污其褲子，勸說脫掉方便擦拭於是趁其在工作間脫褲時發問覺得自己如何，突然拉開窗簾闖入後悔說沒有早點追到並喜歡其很久，順勢壓倒其在床上，這一過程被方書文撞見誤會而生氣離開，爾後接受診所放假時發臉書證明自己仍會堅持追求真愛並被提及會被調做李天恆之助手 於第21集公園遛狗時古希晨上前勸說，但堅持愛一個人是沒錯，就算被說是狐狸精願意為了古希晨把工作辭去後更把古希晨眼鏡奪取親吻其，加上小狗合拍一張全家福標題是「我們這一家」上傳個人臉書 於第21集於餐廳被李天恆約見，碰到錢莉媛和方書文同場上前挑釁其並拿出古希晨的眼鏡示威，拜託其歸還，認為自己才是最適合和愛古希晨的人，願意付出一切把這形容這是真愛 於第21集被古希晨召集到診所與其他同事開會，被古希晨提出不要再說方書文壞話，自己不愛其因為其愛撒謊，希望其以後在遠離兩夫妻的地方工作幫助其他醫生，這令崔敏姿感到羞愧離開現場 |
| 姚亦澧 | 劉啟陽 | Keith、劉醫生 心臟科醫生 為人風趣有禮不管是對待病人或同事 四處出診，有時上班不穿醫生袍 單身，追求錢莉媛 朱幸而之主診醫生 與方書文有電話聯繫 於第5集被方書文安排與姐姐方樂汶相親，被方樂汶誤會其為推銷保險之對象，最後告訴對方要照顧孩子而失陪 於第7集作為醫療中心內唯一接受古希晨遊說進行血液檢測的職員，並告訴方書文有關古希晨在診所作所為 於第8集到醫院探望方書文 於第20集開李天恆玩笑，小心崔敏姿熱情奔放成為其助手後被她「霸王硬上弓」 |
| 關浩揚 | 黃兆雲 | 黃醫生 婦科醫生 代替方書文位置替補上班看診 於第8集被提及，第10集正式出場 於第10集被吳志德在診所恐嚇及刺傷，養傷中 |
| 袁潔儀 | 潘月華 | 華姐、潘姑娘 護士兼診所接待 於第21集被李天恆以調查護士工作情況為由與崔敏姿一同約見於餐廳，後旁觀崔敏姿挑釁方書文和錢莉媛 |
| 劉溫馨 | 王文雅 | Mandy、王姑娘 護士 性格八卦 起初不理解古希晨看病風格，在得知其患亞氏保加症後開始歧視對方，古希晨給予之工作差評 於第1集由李天恆分配成為古希晨助手 於第9集與崔敏姿調職，為擺脫古希晨高興 於第12集摔倒被古希晨扶起，但因方書文的教導下很快放下 於第15集調回做古希晨之助手 於第16集因古希晨和方書文結婚不久就發生冷戰於是不看好他們，為崔敏姿可惜後看見兩人再說話於是認為是秀恩愛 於第18集與崔敏姿討論方書文逼古希晨報讀病理科是嫌棄其認為其離開診所才不影響工作，這一對話被古希晨聽到 於第20集議論古希晨這兩天在診所過夜以及和崔敏姿說古希晨夫妻壞話，被方書文聽到 |

### 其他角色
| 演員   | 角色     | 備注 |
| 岑杏賢 | 郭潔盈   | Miss Kwok 姜子優之班主任，關心著緊其 被男友拋棄和騙取分手費五十萬，被姜煜誠關心 於第7集登場 於第9集因姜煜誠幫助成功向前男友追回支票 於第11集勸說姜子優不要退學被其撞到 於第15集打電話通知姜煜誠告知考試前姜子優精神不佳，勸導其多與之聊天舒緩緊張 |
| 陳志健 | 簡尚威   | 車房老闆 出差珠海 姜煜誠之朋友 於第20集七年前通知姜煜誠其汽車剎車系統有問題需要維修 於第24集為姜煜誠路邊修車，後借自家汽車給姜煜誠趕到醫院看情況，後與莫宇謙駕駛汽車相撞 |
| 趙頌茹 | Angela   | 孕婦 David之妻 方樂汶之保險客戶兼朋友，後反目不要讓認識的人向方樂汶買保險 方書文之舊同學，當初搶走David的第三者 於第1集誣衊方書文搶走其夫David，並借此讓方樂汶勸方書文為其接生，後被方樂汶得知其說謊而被對方痛斥 於第2集早產誕下嬰兒 於第17集方書文攜眷同學聚會中再次出現，以其患亞氏保加症說話為難古希晨後被方書文回駁，古希晨被問為何如此關心其丈夫健康問題回答是不管好人還是壞人都會救，最後通過方書文傳達感謝他發現其丈夫患可能是三叉神經痛，從而接受檢查，最後診斷患腦腫瘤（第1－2、17集） |
| 易宇航 | 董爵峰   | 怪獸 拳手 七年前與姜煜誠參加拳賽時的對手（第1、7、21集） |
| 胡美貽 |          | 拳賽女郎（第1、7、21集） |
| 司徒暉 |          | 的士乘客（第1集） |
| 鄭雋熹 |          | 的士乘客 於乘搭的士期間吃魚蛋，後遇上車禍而噎住，獲古希晨替其急救而脫險（第1集） |
| 邵卓堯 |          | 的士司機（第1集） |
| 陳諾忠 | Benjamin | 錢莉媛之男伴（第1集） |
| 梁裕恆 |          | 男伴（第1集） |
| 趙樂賢 | David    | Angela之夫 方書文之前男友，仍與其間中有聯繫，但被方樂汶誤會勾引 於第17集方書文攜眷同學聚會中再次出現，古希晨觀察面上異常詢問是牙痛還是頭痛，後來根據古希晨的看書的醫學經驗判斷可能是三叉神經痛，於是經方書文轉達後接受檢查，最後診斷是照電腦斷層掃描後是得出腦腫瘤，等待良性或惡性化驗結果（第1－2、17集） |
| 徐玟晴 | 張靜珊   | 古希晨之病人及病人家屬 於第2集及第4集向其聲稱自己胃痛要求對方給予止痛藥及醫生紙，但被診所眾人認為其欲騙取醫生紙 於第5集發病，通過其電話問診判斷膽囊炎（第2、4集） |
| 楊依依 |          | 古希晨之病人及病人家屬 張靜珊之母（第2、4集） |
| 何泳芍 |          | 蔡敏蕙中學時期之同學（第2集） |
| 趙璧渝 | Carman   | Angela之朋友（第2、17集） |
| 區軒瑋 | 陳國權   | 懷康醫院行政總監（第3－4集） |
| 朱斐斐 |          | 護士（第4集） |
| 陳潁熙 |          | 護士（第4、23、25集） |
| 羅永健 | 盧世昌   | 張景泰紀念中學學生 朱嘉炳之同學兼損友 於第10集以錄像威脅姜子優和朱嘉炳幫助加入數學考試作弊否則就會曝光網絡，被發現作弊後告發姜子優和朱嘉炳（第5、10集） |
| 陳戩浩 | 馮志榮   | 張景泰紀念中學學生 朱嘉炳之同學兼損友 於第10集以錄像威脅姜子優和朱嘉炳幫助加入數學考試作弊否則就會曝光網絡，被發現作弊後告發姜子優和朱嘉炳（第5、10集） |
| 李寶君 | 黃 潔    | 瑪德琳女子中學學生 富二代，其父母曾向學校捐出一筆巨款 姜子優之同學，並排斥其 黃柔之姊 靜、敏之同學兼朋友，並一同欺凌姜子優 曾欺騙姜子優到公園洗手間更衣，後搶走其衣服 於第7集被姜子優揮拳反擊時打傷，後需到學校見家長和與對方道歉 於第17集再聯合欺凌姜子優（第5－7、9－10、17集） |
| 李寶珊 | 黃 柔    | 瑪德琳女子中學學生 姜子優之同學，並排斥其 黃潔之妹，與其一同欺凌姜子優 曾欺騙姜子優到公園洗手間更衣，後搶走其衣服 於第17集再聯合欺凌姜子優（第5－7、10、17集） |
| 李明芙 | 靜       | 黃潔之同學兼朋友，與其一同欺凌姜子優 曾欺騙姜子優到公園洗手間更衣，後搶走其衣服 於第17集再聯合欺凌姜子優（第5－7、10、17集） |
| 蘇可欣 | 敏       | 黃潔之同學兼朋友，與其一同欺凌姜子優 曾欺騙姜子優到公園洗手間更衣，後搶走其衣服 於第17集再聯合欺凌姜子優（第5－7、10、17集） |
| 林穎彤 | 孫毅寶   | 阿寶 中醫，懂針灸 得歐麗馨歡心，後被其安排與古希晨相親 古希晨之相親對象，並暗戀其 於第8集被古希晨直接拒絕而生氣離開，後不再與歐麗馨聯繫（第5、8集） |
| 呂善婷 |          | 女顧客（第6集） |
| 黃碧蓮 |          | 化驗所職員（第6集） |
| 魯振順 | 蔣柏濤   | 方書文之主診醫生 為方書文做移植肝臟手術（第6－8、12、23集） |
| 梁雯蔚 |          | 護士（第6－8集） |
| 黃榮燊 |          | 地產經紀（第6、13集） |
| 魏惠文 | 齊民九   | 車房職員 朱瀚輝之下屬（第6、23集） |
| 祝文君 | 戴鳳霞   | 瑪德琳女子中學校長 郭潔盈之上司 於第7集處理姜子優被欺凌及其打傷黃潔一事而與二人及雙方家長會面 於第11集處理姜子優幫助他校學生作弊一事（第7、11集） |
| 楊家寶 | Bobo     | 方書文、錢莉媛之舊同學（第8集） |
| 歐陽楓 |          | 郭潔盈之男友，後分手（第8－9集） |
| 文雅   | 趙芷美   | 古希晨之病人 陳太太的表妹 電視台購物頻道工作 歐麗馨向古希晨推薦之相親對象（第9集） |
| 鄭毅邦 | 劉瑞銘   | 張景泰紀念中學校工（第9－10集） |
| 伍秉君 | 王健樂   | 張景泰紀念中學數學老師 記性差 被姜子優和朱嘉炳偷出試卷資料 於第10集發現朱嘉炳、馮志榮、盧世昌三人在考試其間作弊，而對三人進行指責和通知家長（第10集） |
| 李啟傑 | 吳志德   | 梁美嫻之夫，二人育有一子 其妻子原為方書文之病人，夫妻二人非常信任其 於第10集因妻子產後一直昏迷不醒而情緒激動，並於診所刺傷為其妻接生之黃兆雲 於第11集傷害和脅持古希晨作人質，後被方書文和古希晨說服後被制服，拘留時得古希晨和方書文探望（第10－11集） |
| 吳展驊 |          | 便衣探員（第11集） |
| 譚焯升 |          | 便衣探員（第11集） |
| 李嘉晉 | 鄭錦泰   | 談判專家（第11集） |
| 譚偉權 | 張志仁   | 歌唱比賽評判（第14集） |
| 邵展鵬 |          | 歌唱比賽參賽者（第14集） |
| 程 皓  |          | 歌唱比賽參賽者（第14集） |
| 陳靖雲 |          | 歌唱比賽參賽者（第14集） |
| 林俊其 |          | 歌唱比賽司儀（第14集） |
| 蘇麗明 |          | 家長（第14－15集） |
| 蕭徽勇 | 姚萬昌   | 曾桂嫦之夫 姚浩波之父 帶姚浩波給古希晨看診，檢查過程古希晨發現姚浩波患自閉症，身上留有瘀傷涉嫌虐童同時平服姚浩波情緒，最後古希晨判斷其患腸胃炎，開藥和提醒其三天後回來複診，後在警察前為妻子掩飾打波仔真相（第15－16集） |
| 潘冠霖 | 曾桂嫦   | 姚萬昌之妻 姚浩波之母 拒讓古希晨見姚浩波而不讓其進入大樓，後在大樓門口碰見古希晨和方書文，經報警驗傷和其子說出真相後，承認當初因為不懂得管教兒子於是動手打他（第16集） |
|        | 姚浩波   | 波仔 姚萬昌、曾桂嫦之子 自閉症患者 巴士迷 被其母虐打，於第16集被古希晨安撫繼而道出真相（第15－16集） |
| 伍富橋 |          | 街頭歌手（第15集） |
| 王浚聲 |          | 街頭歌手（第15集） |
| 何家銘 |          | 街頭歌手（第15集） |
| 何晉樂 |          | 男朋友（第15集） |
| 楊嘉欣 |          | 女朋友（第15集） |
| 黎寬怡 |          | 保險客 方樂汶之客戶（第15集） |
| 陳狄克 |          | 保安（第16集） |
| 威廉陳 |          | 保安（第16集） |
| 楊證樺 | 倪弘禮   | 黎巧婷之夫 方書文之父（第16集） |
| 沈可欣 | 黎巧婷   | 倪弘禮之妻 方書文之母 因年齡子宮退化，因此人工受孕多次失敗，但願意為丈夫再試一次，因為其很想為丈夫誕下孩子，方書文計劃生孩想法受其影響（第16集） |
| 梁致欣 |          | 店員（第16集） |
| 丁樂鍶 |          | 護士（第16、18集） |
| 李 楓  | 黃佩蓉   | 方書文之中四、中五班主任 患淋巴瘤初癒 欣賞古希晨出於解釋其患淋巴瘤之病理意義的逆向思維（第17集） |
| 阮 兒  |          | 方書文之中學同學 詢問起方書文發現自己患自身免疫性肝炎前兆（第17集） |
| 吳嘉儀 |          | 方書文之中學同學 詢問起方書文發現自己患自身免疫性肝炎前兆（第17集） |
| 簡家麒 |          | 方書文舊同學老公（第17集） |
| 吳子冲 |          | 方書文舊同學老公之夫（第17集） |
| 庄嘉慧 |          | 女荷官（第17集） |
| 朱紫嬈 | 丁倩雅   | 娛樂公司經理人 於第17集試鏡朱嘉炳和姜子優，讓人給姜子優拍照卻冷落朱嘉炳 於第19集帶姜子優上錄音室工作，雖然見過但不記得朱嘉炳於是讓其跑腿為之買奶茶 於第21集帶領姜子優迴避記者（第17、19、21－22集） |
| 黃子桐 |          | 新娘（第18集） |
| 姚宏遠 |          | 新郎（第18集） |
| 江富強 |          | 攝影檔檔主（第18集） |
| 周梓盈 |          | 店員（第19集） |
| 葉蒨文 |          | 推銷員（第20集） |
| 梁 茵  |          | 化妝品店員（第20集） |
| 鄒兆霆 |          | BB父（第20集） |
| 吳業坤 | 吳業坤   | 坤哥、坤哥哥 TopTop Channel電台節目主持 朱幸而喜歡之男明星（第22、24集） |
| 李善   | 龍家豪   | （第22集） |
| 周麗欣 |          | 女賓客（第22集） |
| 李漫芬 | 許麗琪   | （第22集） |
| 黃浩霆 |          | 便衣警察（第22－23集） |
| 朱樂洺 |          | 便衣警察（第22集） |
| 張雪瑩 |          | 方樂汶（少年）之好友（第22集） |
| 李顯曜 |          | P.A.（第22集） |
| 張詩欣 |          | 女同事（第22集） |
| 潘文柏 | 王逸凱   | 姜煜誠和方樂汶報警之警官 於第19集出現名字，通過電話聯絡姜煜誠 派出便衣警察搜尋莫宇謙（第22集聲音演出） |
| 林浩文 |          | 便衣警察（第23集） |
| 范仲恒 |          | 便衣警察（第23集） |
| 江 暉  |          | 錄音室老闆（第23集） |
| 蕭凱欣 |          | 護士（第24集） |
| 崔錦棠 | 譚頌賢   | 朱幸而之從小到大主診醫生 在嘉護醫院工作 於第24集為朱幸而做檢查後做手術成功，認為其以後可以做適量運動（第24集） |
| 李鎮然 |          | 方樂汶回憶中告知方紹忠死訊和原因之警官（第24集聲音演出） |
| 鄧永健 |          | 醫生（第24－25集） |
| 李 健  |          | 龍秋霞與莫宇謙之保鏢／司機（第24－25集） |
| 袁文傑 |          | 型男 犬隻訓練員 於結尾遇見錢莉媛並與其聊天（第25集） |

## 獎項

### 萬千星輝頒獎典禮2020
| 年份                    | 獎項                          | 單位     | 結果 |
| ----------------------- | ----------------------------- | -------- | ---- |
| 2020年                  |                               |          |      |
| 最佳男主角              | 馬貫東                        | 提名     |      |
| 最佳女主角              | 連詩雅                        | 提名     |      |
| 最佳女主角              | 黃翠如                        | 提名     |      |
| 最佳劇集                | 那些我愛過的人                | 提名     |      |
| 最受歡迎電視男角色      | 古希晨（馬貫東 飾）           | 最后五強 |      |
| 最受歡迎電視女角色      | 錢莉媛（陳自瑤 飾）           | 提名     |      |
| 最受歡迎電視女角色      | 方書文（連詩雅 飾）           | 提名     |      |
| 最受歡迎電視女角色      | 方樂汶（黃翠如 飾）           | 提名     |      |
| 最佳男配角              | 黃嘉樂                        | 提名     |      |
| 最佳女配角              | 陳自瑤                        | 提名     |      |
| 飛躍進步男藝員          | 馬貫東                        | 最后五強 |      |
| 飛躍進步男藝員          | 吳業坤                        | 提名     |      |
| 飛躍進步女藝員          | 林穎彤                        | 提名     |      |
| 最受歡迎電視拍檔        | 黃翠如、連詩雅、陳自瑤        | 提名     |      |
| 最受歡迎電視歌曲        | 小謊言（連詩雅 主唱）         | 最后三強 |      |
| 最受歡迎電視歌曲        | 我輸不起（菊梓喬 主唱）       | 提名     |      |
| 最受歡迎電視歌曲        | 沒有你並無掛念（吳若希 主唱） | 提名     |      |
| 最受歡迎電視歌曲        | 夢飛翔（謝東閔、戴祖儀 主唱） | 提名     |      |
| 馬來西亞最喜愛TVB男主角 | 馬貫東                        | 提名     |      |
| 馬來西亞最喜愛TVB女主角 | 黃翠如                        | 最后五強 |      |
| 馬來西亞最喜愛TVB女主角 | 連詩雅                        | 提名     |      |
| 馬來西亞最喜愛TVB劇集   | 那些我愛過的人                | 提名     |      |

## 收視
本劇於香港無綫電視翡翠台及myTV SUPER七日跨平台總收視之紀錄：
| 週次 | 集數   | 日期                   | 平均收視 | 最高收視 | 備註                               |
| 1    | 1－5   | 2020年6月8日－6月12日  | 25.9點   | 27.8點   | 第1集七天跨平台收視27.8點          |
| 2    | 6－10  | 2020年6月15日－6月19日 | 27.5點   | 29.6點   | 第6集七天跨平台收視29.6點          |
| 3    | 11－15 | 2020年6月22日－6月26日 | 26.8點   | 28.3點   | 第12集七天跨平台收視達28.3點       |
| 4    | 16－20 | 2020年6月29日－7月3日  | 28.0點   | 28.6點   | 第18集七天跨平台收視達28.6點       |
| 5    | 21－25 | 2020年7月6日－7月10日  | 28.9點   | 31.9點   | 第25集大結局七天跨平台收視達31.9點 |
| 全劇 | 全劇   | 全劇                   | 27.4點   | 31.9點   | 全劇短視頻總瀏覽人次超過2100萬     |

## 外部連結
- 豆瓣电影上《那些我愛過的人》的資料 （简体中文）
- 《那些我愛過的人》6．8首播　全城告白 - TVB Weekly （页面存档备份，存于）
- 《那些我愛過的人》抱擁眼前人 - TVB Weekly （页面存档备份，存于）
- 《那些我愛過的人》宣傳帳號 - Instagram

## 電視節目的變遷

### 首播
| 香港 無綫電視翡翠台／ 澳門 TVB Anywhere翡翠台 星期一至五 20:30－21:30 | 香港 無綫電視翡翠台／ 澳門 TVB Anywhere翡翠台 星期一至五 20:30－21:30 | 香港 無綫電視翡翠台／ 澳門 TVB Anywhere翡翠台 星期一至五 20:30－21:30 |
| --------------------------------------------------------------------- | --------------------------------------------------------------------- | --------------------------------------------------------------------- |
|                                                                       | 那些我愛過的人 （2020年6月8日－2020年7月10日）                        |                                                                       |
| 降魔的2.0 （2020年5月4日－2020年6月5日）                              | 迷網 （2020年7月13日－2020年8月14日）                                 |                                                                       |

### 重播
| 香港無綫電視翡翠台下午劇集時段 星期一至五 14:45－15:45 · | 香港無綫電視翡翠台下午劇集時段 星期一至五 14:45－15:45 · | 香港無綫電視翡翠台下午劇集時段 星期一至五 14:45－15:45 · |
| -------------------------------------------------------- | -------------------------------------------------------- | -------------------------------------------------------- |
|                                                          | 那些我愛過的人 （2023.02.27 － 2023.03.31）              |                                                          |
| 女警愛作戰 （2023.01.26 － 2023.02.24）                  | 缺宅男女 （2023.04.03 － 2023.05.12）                    |                                                          |

### 香港以外地區播放
| 美国 TVB1 黃金劇場 星期一至五 20:00－21:00 東岸時間 | 美国 TVB1 黃金劇場 星期一至五 20:00－21:00 東岸時間 | 美国 TVB1 黃金劇場 星期一至五 20:00－21:00 東岸時間 |
| --------------------------------------------------- | --------------------------------------------------- | --------------------------------------------------- |
|                                                     | 那些我愛過的人 （2020年6月8日－2020年7月10日）      |                                                     |
| 降魔的2.0 （2020年5月4日－2020年6月5日）            | 迷網 （2020年7月13日－2020年8月14日）               |                                                     |

| 美国 TVBe 星期一至五 黃金劇場 時段 16:00－17:00 · 11月19日暫停播映 | 美国 TVBe 星期一至五 黃金劇場 時段 16:00－17:00 · 11月19日暫停播映                              | 美国 TVBe 星期一至五 黃金劇場 時段 16:00－17:00 · 11月19日暫停播映 |
| ------------------------------------------------------------------ | ----------------------------------------------------------------------------------------------- | ------------------------------------------------------------------ |
|                                                                    | 那些我愛過的人 （2020年11月16日－2020年12月21日）                                               |                                                                    |
| 機場特警 （2020年10月12日－2020年11月13日）                        | 愛情來的時候（日本篇）（星期四） （2020年11月19日） 降魔的2.0 （2020年12月22日－2021年1月25日） |                                                                    |

| 無綫翡翠台香港時區 星期一至五 20:30－21:30 | 無綫翡翠台香港時區 星期一至五 20:30－21:30     | 無綫翡翠台香港時區 星期一至五 20:30－21:30 |
| ------------------------------------------ | ---------------------------------------------- | ------------------------------------------ |
|                                            | 那些我愛過的人 （2020年6月8日－2020年7月10日） |                                            |
| 降魔的2.0 （2020年5月4日－2020年6月5日）   | 迷網 （2020年7月13日－2020年8月14日）          |                                            |

| 马来西亚 Astro AOD、Astro AOD HD 星期一至五 20:30－21:30 | 马来西亚 Astro AOD、Astro AOD HD 星期一至五 20:30－21:30 | 马来西亚 Astro AOD、Astro AOD HD 星期一至五 20:30－21:30 |
| -------------------------------------------------------- | -------------------------------------------------------- | -------------------------------------------------------- |
|                                                          | 那些我愛過的人 （2020年6月8日－2020年7月10日）           |                                                          |
| 降魔的2.0 （2020年5月4日－2020年6月5日）                 | 迷網 （2020年7月13日－2020年8月14日）                    |                                                          |

| 新加坡 HUB戲劇首選 星期一至五 20:30－21:15 | 新加坡 HUB戲劇首選 星期一至五 20:30－21:15     | 新加坡 HUB戲劇首選 星期一至五 20:30－21:15 |
| ------------------------------------------ | ---------------------------------------------- | ------------------------------------------ |
|                                            | 那些我愛過的人 （2020年6月8日－2020年7月10日） |                                            |
| 降魔的2.0 （2020年5月4日－2020年6月5日）   | 迷網 （2020年7月13日－2020年8月14日）          |                                            |

| 澳洲 無綫翡翠台 星期二至六 20:30－21:30  | 澳洲 無綫翡翠台 星期二至六 20:30－21:30        | 澳洲 無綫翡翠台 星期二至六 20:30－21:30 |
| ---------------------------------------- | ---------------------------------------------- | --------------------------------------- |
|                                          | 那些我愛過的人 （2020年6月9日－2020年7月11日） |                                         |
| 降魔的2.0 （2020年5月5日－2020年6月6日） | 迷網 （2020年7月14日－2020年8月15日）          |                                         |

| 新加坡 佳樂台 9:00 熱播劇時段 星期一至四 21:10－22:00 · 10月1日暫停播映 | 新加坡 佳樂台 9:00 熱播劇時段 星期一至四 21:10－22:00 · 10月1日暫停播映 | 新加坡 佳樂台 9:00 熱播劇時段 星期一至四 21:10－22:00 · 10月1日暫停播映 |
| ----------------------------------------------------------------------- | ----------------------------------------------------------------------- | ----------------------------------------------------------------------- |
|                                                                         | 那些我愛過的人 （2020年9月28日－2020年11月9日）                         |                                                                         |
| 降魔的2.0 （2020年8月13日－2020年9月24日）                              | 殺手 （2020年11月10日－2020年12月30日）                                 |                                                                         |

| 新加坡 HUB娛家戲劇台 劇集首映 星期一至五 20:00－21:00 | 新加坡 HUB娛家戲劇台 劇集首映 星期一至五 20:00－21:00 | 新加坡 HUB娛家戲劇台 劇集首映 星期一至五 20:00－21:00 |
| ----------------------------------------------------- | ----------------------------------------------------- | ----------------------------------------------------- |
|                                                       | 那些我愛過的人 （2020年10月28日－2020年12月1日）      |                                                       |
| 飛虎之雷霆極戰 （2020年9月16日－2020年10月27日）      | 迷網 （2020年12月2日－2021年1月5日）                  |                                                       |

| 新加坡 新传媒8频道 星期一至五 21:00 - 22:00 · （电视播出华语版，电视台网站 mewatch.sg 提供华粤双语版本） | 新加坡 新传媒8频道 星期一至五 21:00 - 22:00 · （电视播出华语版，电视台网站 mewatch.sg 提供华粤双语版本） | 新加坡 新传媒8频道 星期一至五 21:00 - 22:00 · （电视播出华语版，电视台网站 mewatch.sg 提供华粤双语版本） |
| --- | --- | --- |
| | 那些我爱过的人 （2021年5月3日—2021年6月4日）                                                             | |
| 触心罪探 （2021年4月5日—2021年4月30日）                                                                  | 心里住着老灵魂 （2021年6月7日—2021年7月2日）                                                             | |
| 星期一至三 15:30 - 16:30 (重播)                                                                          | | |
| 大醬園 (2022年3月29日—2022年6月1日)                                                                      | 那些我愛過的人 (2022年6月6日—2022年8月1日)                                                               | 跳躍生命線 (2022年8月2日—2022年9月28日)                                                                  |

| 马来西亚 八度空间 周末TVB 星期六和日 19:00 - 20:00  | 马来西亚 八度空间 周末TVB 星期六和日 19:00 - 20:00 | 马来西亚 八度空间 周末TVB 星期六和日 19:00 - 20:00 |
| --------------------------------------------------- | -------------------------------------------------- | -------------------------------------------------- |
|                                                     | 那些我爱过的人 (2022年2月20日 — 2022年5月15日) P13 |                                                    |
| 十八年后的终极告白 (2021年12月12日 — 2022年2月19日) | 宝宝大过天 (2022年5月21日 — 2022年8月13日)         |                                                    |

| 香港、 马来西亚、 新加坡 TVB星河频道 甜蜜的时光时段 · 星期六至日 20:00-22:00（两集连播） · 3月12日仅播一集 | 香港、 马来西亚、 新加坡 TVB星河频道 甜蜜的时光时段 · 星期六至日 20:00-22:00（两集连播） · 3月12日仅播一集 | 香港、 马来西亚、 新加坡 TVB星河频道 甜蜜的时光时段 · 星期六至日 20:00-22:00（两集连播） · 3月12日仅播一集 |
| --- | --- | --- |
| | 那些我愛過的人 （2023年3月12日－2023年4月22日）                                                            | |
| 寵物情緣 （2023年2月5日－2023年3月12日）                                                                   | 和味濃情 （2023年4月29日－2023年5月28日）                                                                  | |

| 翡翠台香港時區 星期一至五 21:30－22:30     | 翡翠台香港時區 星期一至五 21:30－22:30         | 翡翠台香港時區 星期一至五 21:30－22:30 |
| ------------------------------------------ | ---------------------------------------------- | -------------------------------------- |
|                                            | 那些我愛過的人 （2024年12月4日－2025年1月7日） |                                        |
| 黑色月光 （2024年10月28日－2024年12月3日） | 丫鬟大聯盟 （2025年1月8日－2025年1月30日）     |                                        |